# Hunsrück
Der Hunsrück ist ein in Rheinland-Pfalz und zu geringen Teilen im Saarland liegendes Mittelgebirge mit dem Erbeskopf (816 m ü. NHN) als höchster Erhebung. Als südwestlicher Teil des Rheinischen Schiefergebirges gehört es zu den älteren Gebirgen Deutschlands, deren Gesteine überwiegend aus dem Devon stammen und im Rahmen der variszischen Gebirgsbildung verfaltet wurden.

## Geographie

### Geographische Lage

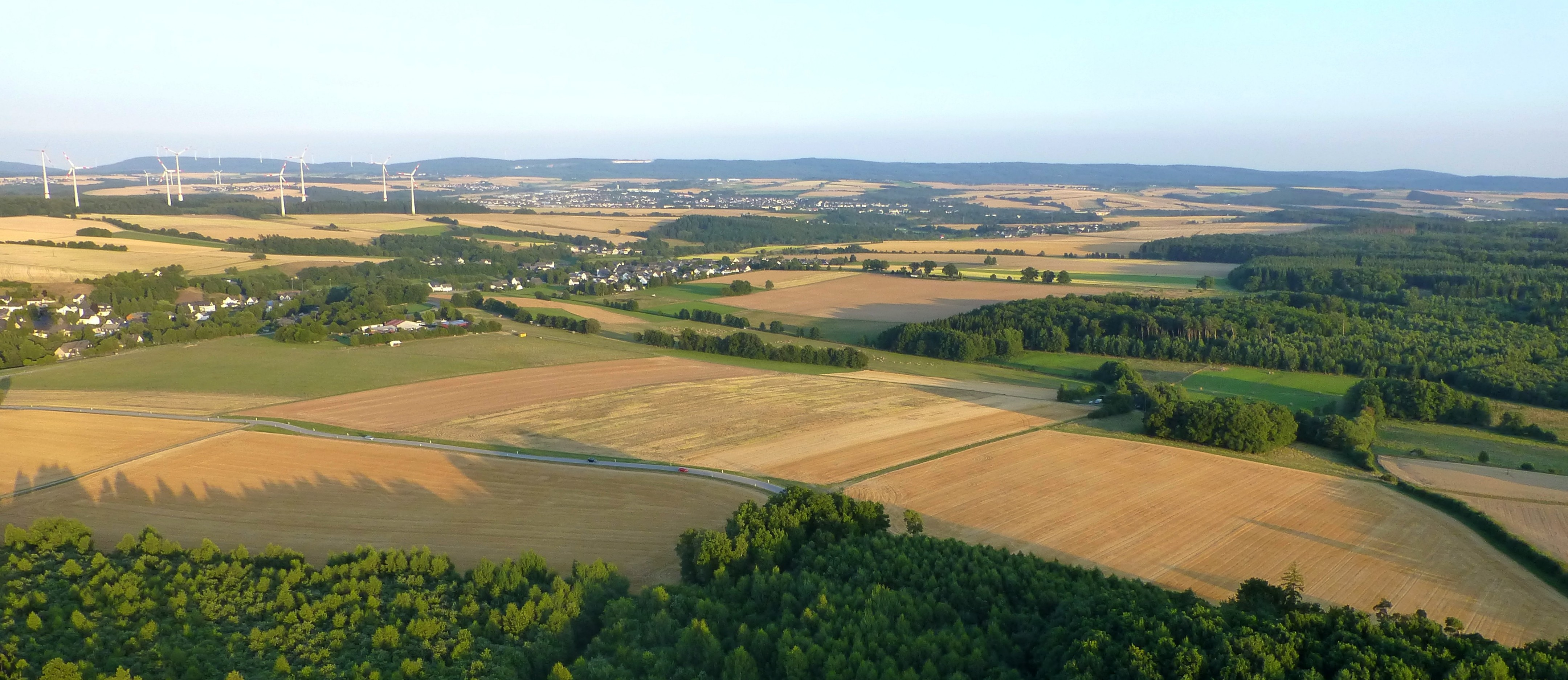
Blick Richtung Südosten über das Külzbachtal nach Simmern. Im Hintergrund der Soonwald

Den Kern des Hunsrücks bilden die Hunsrückhochfläche (400 bis 500 m Höhe) und die Simmerner Mulde. Im Nordwesten wird der Hunsrück von der Mosel und im Osten vom Rhein eingegrenzt. Der nordöstlichste Zipfel wird daher vom Deutschen Eck gebildet.
Ab der Mündung der Nahe in den Rhein verläuft nach gängiger Einteilung die Südgrenze des Hunsrücks, von Ost nach Südwest, über die Südgrenze von Binger Wald, Soonwald, Lützelsoon (Soonwald im weiteren Sinne) zum in einigen Kilometern Entfernung folgenden Südrand des Schwarzwälder Hochwaldes. Die Nahe flankiert hier das Mittelgebirge aus einigen Kilometern Abstand – das Obere Nahebergland ist dem Hunsrück insofern vorgelagert. Westlich des Hochwaldes tritt der Hunsrück nur lokal und knapp über die Saar bei Mettlach hinaus. Abgesehen vom Gebiet unmittelbar nordwestlich von Mettlach bildet ansonsten die Saar über eine weite Strecke die Westgrenze des Mittelgebirges.
Der Hunsrück hat eine Südwest-Nordost-Ausdehnung von circa 100 km, von Nordwest nach Südost erreicht er im Südwesten zur Saar und Ruwer bis zu 20 km, im Nordosten zum Rhein bis zu 35 km. Im Kern besteht er aus einer rund 400 m bis 500 m ü. NHN hohen Rumpffläche, die sich zu Mosel und Rhein hin durch Täler zerteilt, auf die indes von Südwesten nach Nordosten streichende, höhere Quarzitrücken bzw. -kämme aufgesetzt sind. Das höchste und auch flächenmäßig größte Massiv bilden dabei die Teillandschaften von Hoch- und Idarwald im zentralen Süden. Zwischen den bis 762,7 m hohen Kämmen des Schwarzwälder Hochwaldes und dem nordöstlich davon leicht versetzten des Idarwaldes (bis 766,2 m) bildet der 816,32 m hohe Erbeskopf klar den Höhenschwerpunkt des Mittelgebirges.
Nordwestlich der unmittelbar an den Erbeskopf anschließenden Kämme überragen der Osburger Hochwald (bis 708,1 m) und der Haardtwald (bis 658 m) inselartig deutlich ihr Umland und sind ebenfalls durch Quarzitkämme geprägt. Nordöstlich der Hauptkämme folgen schließlich die Kämme des Soonwaldes (bis 656,8 m), die zum Rhein hin, am Binger Wald, kaum an Höhe nachlassen (Kandrich: 638,6 m). Rechtsrheinisch setzt sich die Kammlinie des Hunsrücks im Taunushauptkamm fort, der nur in Bereich des Feldberg-Taunuskamm rund um den Großen Feldberg (bis 879 m) im östlichen Hohen Taunus, die Höhe des Soonwaldes – und sogar die des Erbeskopfes, also die des Hunsrücks insgesamt – merklich übersteigt.
Der nordöstliche Teil des Hunsrücks, der sich von Idarwald und Soonwald bis zu Rhein und Mosel zieht, weist einen deutlichen Plateaucharakter (Hunsrückhochfläche) auf und erreicht seine höchsten Höhen in der Regel im Osten, an der Wasserscheide zum Oberrhein. Hier werden nordöstlich von Laudert 558 m, weiter im Norden und nordwestlich oberhalb Rheinbays immerhin noch 536,3 m erreicht. Im Zentrum der Hochfläche werden Höhen um 500 m nur vereinzelt erreicht, ausnahmsweise aber auch 527 m nordöstlich von Kappel. Die Talränder an der Nahe, der Mosel und dem Rhein sind steil, an der Saar sind diese weniger stark ausgeprägt.
Geomorphologisch bestehen sehr große Ähnlichkeiten zur Eifel, dem Taunus und dem Westerwald, die ebenfalls zum Rheinischen Schiefergebirge gezählt werden. Der Hunsrück ist dabei der nach Naturausstattung einfachste und einförmig gebauteste Teil des Schiefergebirges und kann somit als dessen typischster Bestandteil gelten.
In west-östlicher Richtung von Saarburg nach Koblenz verläuft die Hunsrückhöhenstraße. Von West nach Ost durchzog einst eine römische Militärstraße, die so genannte Ausoniusstraße, das Mittelgebirge und verband Trier mit Bingen.
In vielen Grundschulen im Hunsrück lehrt man die Kinder die Grenzen des Hunsrücks mit folgendem Merkspruch: „Mosel, Nahe, Saar und Rhein schließen unsern Hunsrück ein.“

### Naturräumliche Gliederung

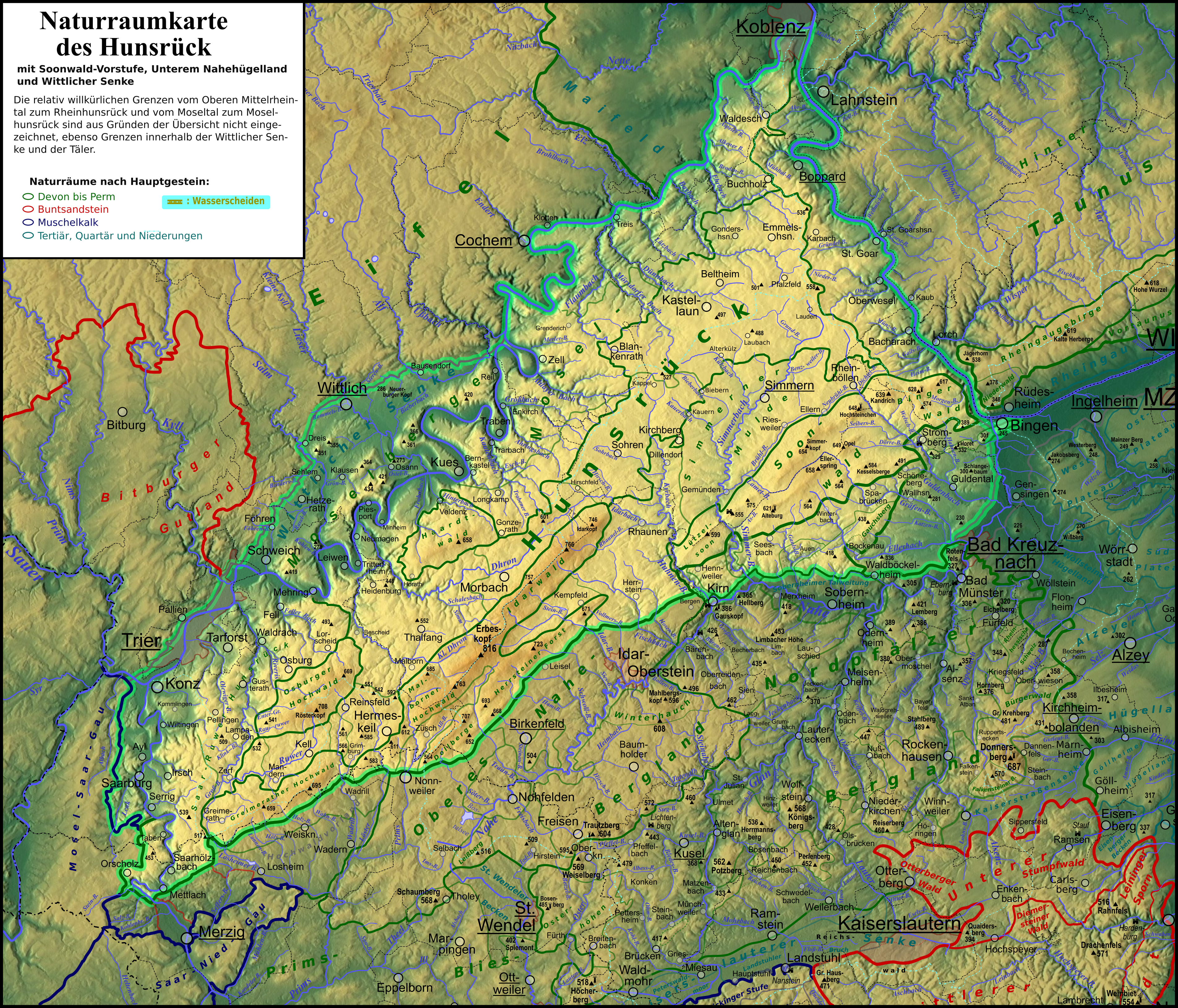
Naturraumkarte Hunsrück

In den Arbeiten zum Handbuch der naturräumlichen Gliederung Deutschlands seit den 1950er Jahren wurde der Hunsrück als Haupteinheitengruppe mit der Kennzahl 24 versehen und in insgesamt sieben Haupteinheiten aufgeteilt, die in den später erschienenen Einzelblättern 1:200.000 weiter in feinere Einheiten zerlegt wurden:
- 240 Soonwald
- 241 Simmerner Mulde
- 242 Hoch- und Idarwald
- 243 Hunsrückhochfläche
- 244 Rheinhunsrück
- 245 Moselhunsrück
- 246 Saar-Ruwer-Hunsrück

Die Haupteinheit Soonwald meint hierbei den Soonwald im weiteren Sinne, der vom Lützelsoon über den Soonwald im engeren Sinne bis zum Binger Wald reicht nebst Randtälern von Hahnenbach, Simmerbach und Guldenbach. Nach Süden wird diese Landschaft durch die Soonwaldvorstufe abgedacht, die jedoch, als eigenständige Haupteinheit, dem Saar-Nahe-Bergland zugerechnet wurde. Hier wählte man in der Hauptsache die geologische Grenze zwischen Rotliegend und Carbon und den älteren devonischen Gesteinen als physische Grenze des Hunsrücks.
Nach Norden bis Nordwesten schließt sich an die Soonwald-Einheit die Simmerner Mulde im Einzugsgebiet des Simmerbachs um Simmern an. Zur Einheit zählt, neben der eigentlichen Simmerner Mulde, auch die sogenannte Idar-Soon-Pforte zwischen dem östlichen und dem zentralen Höhenschwerpunkt des Hunsrücks, wo sich Kyrbach und Idarbach zum Hahnenbach vereinigen. Auch ein großer Teil des Fischbachs durchläuft diese Pforte, die, zwischen den Teilkämmen des Schwarzwälder Hochwaldes, in die Kempfelder Mulde bei Kempfeld übergeht, welche vom Oberlauf des anderen Idarbachs durchlaufen wird.
Die Haupteinheit Hoch- und Idarwald gruppiert sich an den Quarzitkämmen rund um den Erbeskopf, dem eigentlichen Rumpf des hohen Hunsrück. Er verbindet die beiden leicht voneinander versetzten Kämme von Idarwald und Schwarzwälder Hochwald. In der naturräumlichen Gliederung wurde er dem Idarwald zugerechnet, landläufig wird er aber auch als Teil des Schwarzwälder Hochwaldes angesehen; letztlich überragt er beide um mehr als 50 Meter und geht vergleichsweise fließend in deren Kämme über. Der unmittelbar am Erbeskopf ansetzende Nordostteil des Schwarzwälder Hochwaldes wird, nach Malborn unmittelbar nördlich der Kämme, als Malborner Hochwald bezeichnet. Südöstlich parallel dazu verlaufen die Kämme von Herrsteiner Forst und Dollbergen, die zusammen eine Einheit bilden, jedoch durch den Traunbach voneinander getrennt werden. Zwischen beiden Kämmen liegt im Nordosten die Kempfelder Hochmulde (s. o.) und im Südwesten die Züscher Hochmulde bei Züsch, die auch zur Einheit gehört.
Mit den Querungen von Prims, Löster und Wadrill verlieren sich die Quarzitkämme des Malborner Hochwaldes allmählich, um erst jenseits der Wadrill wieder einen kompakten Kamm erscheinen zu lassen. Dieser Teil mit Greimerath in seinem Westen wird als Greimerather Hochwald bezeichnet.
Um den nördlich etwas entfernten Osburger Hochwald noch in die Einheit einzubeziehen und diese weiterhin einfach zusammenhängend zu halten, bezog man einen Waldkorridor unmittelbar östlich des Haupttals der Ruwer mit ein, der vom Oberlauf des Flusses durchdrungen wird. Indes fehlen in diesem Korridor Quarzitkämme völlig und seine höchste Erhebung, der 532 m hohe Heidkopf, hat eine Kammrichtung, die senkrecht zu denen der Hochwälder steht. Letztlich ist dieser Korridor sogar weniger hoch als jener zwischen Kell am See und Reinsfeld, der ebenfalls komplett bewaldet ist. Alles in allem ist der Osburger Hochwald, wie auch der Haardtwald nordöstlich davon, eine für sich isolierte Höhenzone.
Unter der Hunsrückhochfläche wird der Rumpf des Mittelgebirges zwischen Emmelshausen im Nordosten und Malborn im Westen verstanden, plus die sich westlich anschließenden Hochmulden an der oberen Löster bei Hermeskeil (sowie der oberen Wadrill bei Reinsfeld) und an der oberen Ruwer bei Kell. Der Nordosten der Hochfläche entwässert zur Mosel und, über Simmer- und Kyrbach, zur Nahe; der Mittelteil besteht demgegenüber fast aus dem kompletten Einzugsgebiet der Dhron (nebst Kleiner Dhron).
Der Rheinhunsrück im Nordosten des Hunsrücks geht fließend in das Obere Mittelrheintal über und beide Landschaften beinhalten praktisch das gesamte linksseitige Einzugsgebiet dieses Rheinabschnitts.
Ähnlich verhält es sich beim Moselhunsrück und dem sich fließend anschließenden Moseltal im Nordwesten, wobei jedoch die längeren Moselzuflüsse in ihren Oberläufen auf der Hunsrückhochfläche verlaufen. Genetisch gehören auch die von der Mosel abgetrennten Moselberge zum Hunsrück, der in diesem Sinne erst an der Wittlicher Senke seinen Abschluss findet. Zur Haupteinheit Moselhunsrück wurde auch der Haardtwald (s. o.) gegliedert, der sich geomorphologisch deutlich vom Rest der Haupteinheit unterscheidet.
Der Saar-Ruwer-Hunsrück schließt das Gebiet nach Westen ab. Während das Mittelgebirge in fast allen östlicher gelegenen Teilen nach Süden schroff mit Kammgebirgen abschließt, endet im äußersten Südwesten der Hunsrück in der eher submontanen Saarschleife beim saarländischen Mettlach, wo die Quarzite das Tal geformt haben. Das Gebiet um diese Talung ist auch der einzige Teil des nominellen Hunsrück, der links über die Saar tritt. Der überwiegende Teil der Haupteinheit liegt indes zwischen den beiden namengebenden Flüssen und reicht von Mettlach im Süden bis nach Tarforst am Ostrand Triers im Norden.
Für eine komplette Listung der Einheiten siehe etwa Liste der naturräumlichen Einheiten in Rheinland-Pfalz.

### Geologie

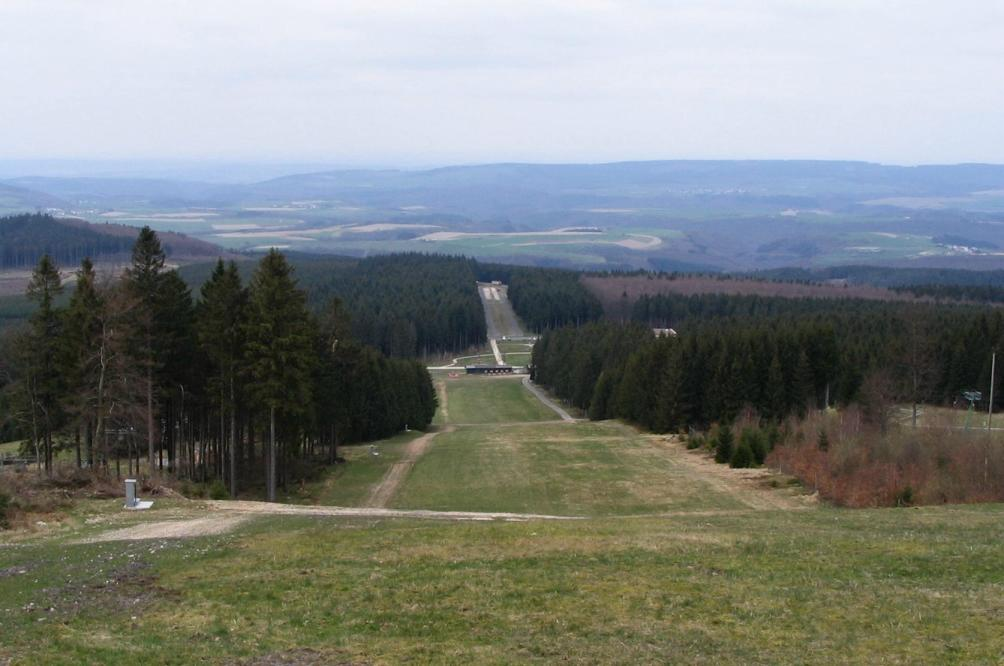
Blick vom Erbeskopf

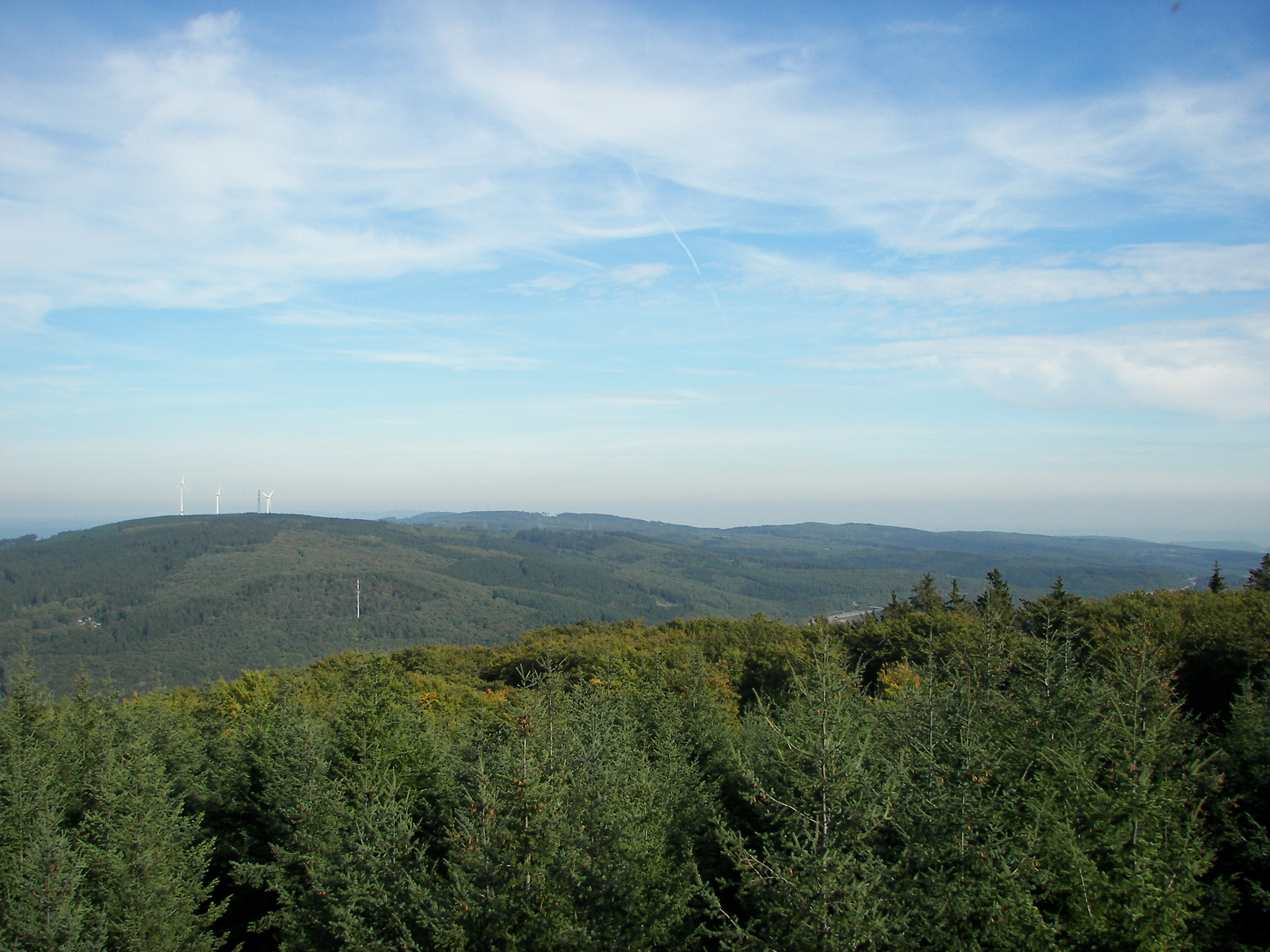
Binger Wald

Vor 400 Millionen Jahren war das heutige Mitteleuropa von einem tropischen Meer bedeckt. Auf dessen Boden lagerten sich im Lauf der Zeit gewaltige Schichten von eingespülten Sandmassen und Schlämmen ab, die von den umliegenden Landmassen in das Devonmeer erodiert wurden. Ihr Eigengewicht verfestigte sie zu Gesteinen: aus den Sanden wurden durch Diagenese Sandsteine (Sedimentgesteine), die durch Druck und Auflast weiter zu Quarzit (metamorphes Gestein) umgewandelt (metamorphosiert) wurden. Der eingespülte Schlamm bzw. Ton wandelte sich diagenetisch zu Tonstein (Sedimentgestein) und folglich durch Druck und Deformation (durch tektonische Prozesse) zu Schiefer (metamorphes Gestein) um. Die Sande wurden vor allem in den Randbereichen des Devonmeeres abgelagert, da sie durch ihre gröbere Korngröße früher im Wasser zum Erliegen kamen, als feinere Tone, die weiter in der Schwebe blieben und sich daraufhin eher in den tieferen, ruhigeren Gebieten des Meeres ablagerten. Die Entstehung der Quarzite und Schiefer hängt stark mit der variszischen Orogenese zusammen, die im Devon begann, deren Hochphase jedoch erst im Karbon war. Nachdem kontinentale Hebungen das Meer zurückgedrängt und die so genannte Hunsrückinsel des Devonzeitalters zu einem Gebirge aufgewölbt hatten, setzte die Verwitterung ein: Niederschläge, Frost und Hitze präparierten die harten Quarzite aus den weicheren Tonschiefern der umliegenden Hochflächen heraus. So entstand das gegenwärtige Relief mit den quarzitenen Höhenzügen von Schwarzwälder und Osburger Hochwald, Idarwald, Soonwald und Binger Wald. Als höchster Punkt dieses „geologischen Rückgrats“ der Hunsrücklandschaft dominiert der 816,32 m hohe Erbeskopf. Er bildet zugleich die Wasserscheide zwischen Nahe und Mosel.
Vor allem Schiefer wurde im Hunsrück bis in die 1950er Jahre in großen Mengen abgebaut. Inzwischen ist der Hunsrücker Schiefer jedoch aufgrund preislich günstigerer Importe nicht mehr konkurrenzfähig, so dass der Abbau weitgehend eingestellt wurde. Die Schiefergrube in Bundenbach wurde zum Schaubergwerk umgestaltet. Dort werden im Rahmen von Führungen auch die tradierten Techniken des Schieferbrechens und -bearbeitens vorgeführt; dies wird auch im Film Geschichten aus den Hunsrückdörfern von Edgar Reitz dargestellt.
Die gute Erhaltung von Fossilien in bestimmten Schiefervorkommen (z. B. in den Bundenbacher Schiefern) war schon den Geologen des 19. Jahrhunderts bekannt. Neben Seelilien, Trilobiten und Seesternen wurden etwa Asselspinnen wie Palaeoisopus problematicus, Palaeothea devonica oder Palaeopantopus maucheri gefunden. Dutzende Arten von Ammoniten wurden gefunden, aber auch viele Arten Krebse. Ein Beispiel ist der etwa 15 cm große Krebs der Art Nahecaris stuertzi, der heute (2012) im Naturhistorischen Museum in Mainz zu sehen ist.

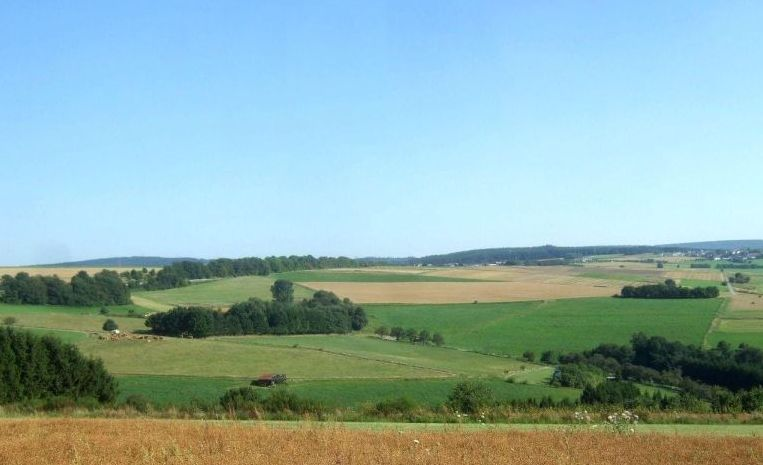
Osburger Hunsrück

Zu Beginn des Jahres 2009 erlangte der Hunsrückschiefer durch den Fund eines Fossils vermehrte Bedeutung für die Paläontologie: Der um etwa 100 Millionen Jahre „verspätete“ Anomalocaride namens Schinderhannes bartelsi könnte ein „Onkel“ der Gliederfüßer (Arthropoden) gewesen sein. Des Weiteren wurden Marrella-artige Organismen gefunden.
Der Erzabbau im Hunsrück war wenig ergiebig; die letzten Erzbergwerke wurden in der zweiten Hälfte des 20. Jahrhunderts geschlossen. In Fischbach wurde Kupfer abgebaut. Im Raum Idar-Oberstein wurden Schmucksteine wie Achate, Amethyst, Jaspis und Bergkristall gefördert.
Ein basaltischer Vulkanschlot, der einzige im Hunsrück nördlich des Soonwalds, wurde 2005 durch Wolfgang Welker (ARRATA e. V.) in Mermuth entdeckt.

### Landschaften

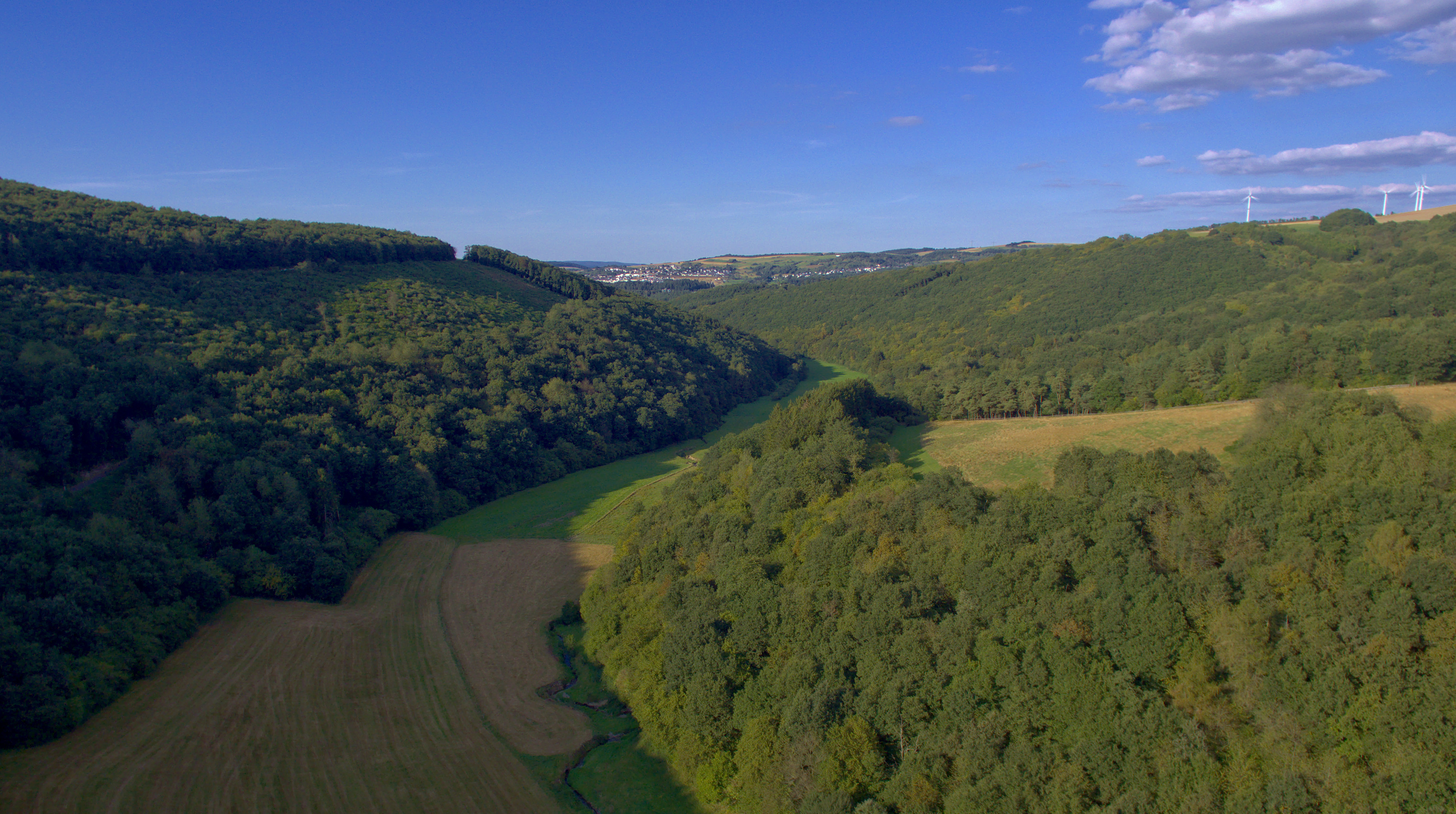
Das Tal des Olewiger Bachs mit auffälliger landwirtschaftlicher Nutzung

Die Mittelgebirgslandschaft des Hunsrücks lässt sich grob in unterschiedliche Landschaftstypen einteilen. Erstens die bewaldeten Höhenzüge wie der Soonwald, der Idarwald und der Hochwald. Zweitens die landwirtschaftlichen Nutzflächen unterhalb der Höhenrücken, hier prägt der Ackerbau das Landschaftsbild. Die teilweise tief eingeschnittenen Bachtäler werden extensiv als Wiese und Weide genutzt. Die Hänge der Bachläufe sind wie die oft steilen Hänge der Flusstäler von Rhein, Mosel, Nahe und Saar mit Niederwald bestockt, der forstwirtschaftlich kaum genutzt wird.
Zu den größten Wasserläufen des Hunsrücks gehören der Simmerbach, der in den Kellenbach übergeht, der Hahnenbach, der Guldenbach, der Baybach, der Flaumbach, die Dhron und die Ruwer.

### Nationalpark Hunsrück-Hochwald
Der Nationalpark Hunsrück-Hochwald ist ein Nationalpark im Westen Deutschlands im Mittelgebirge des Hunsrücks, in den Ländern Rheinland-Pfalz und Saarland. Er wurde 2014 nach einem Staatsvertrag von Rheinland-Pfalz und dem Saarland gegründet.

### Berge

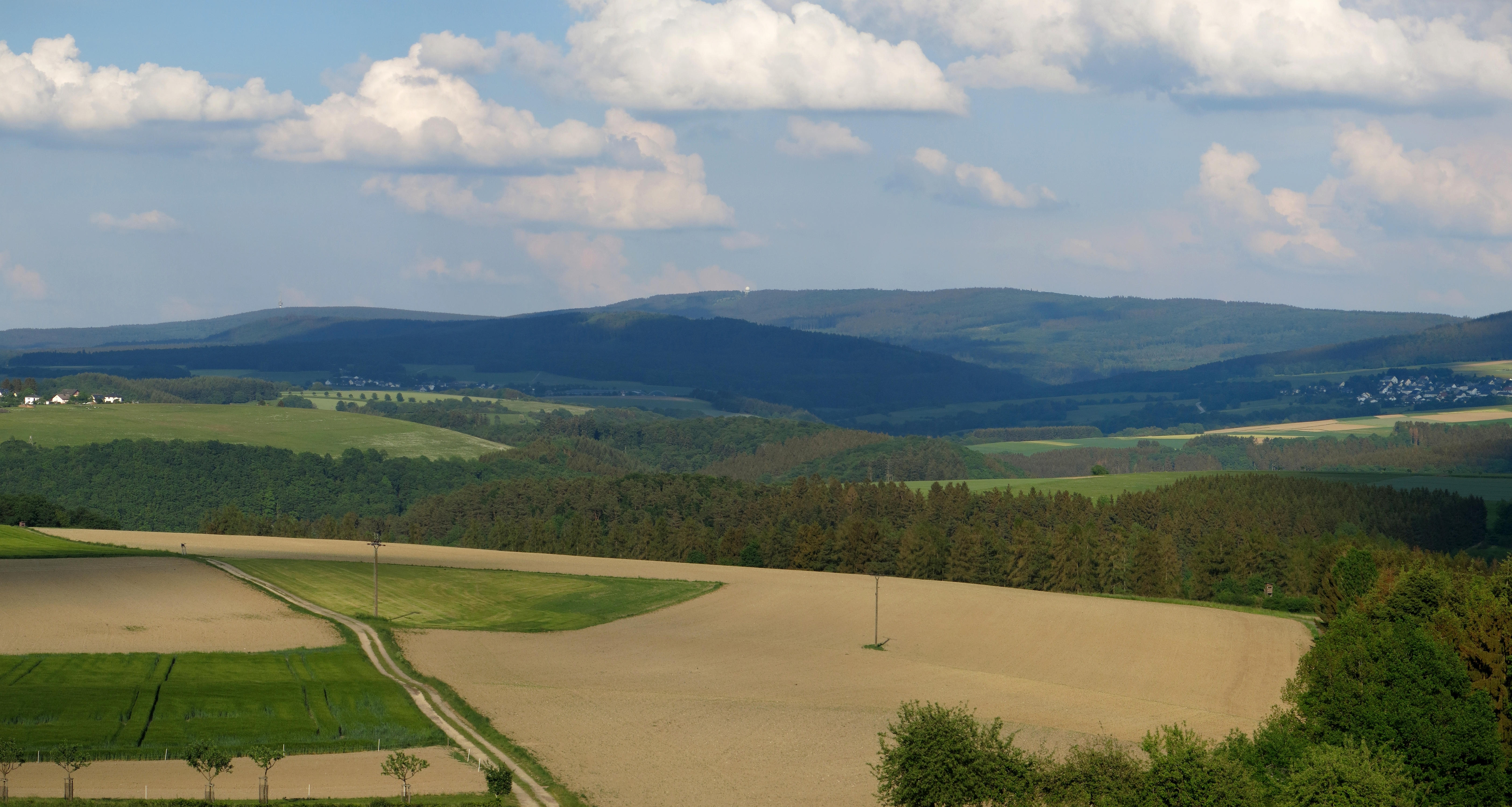
Erbeskopf von Westen

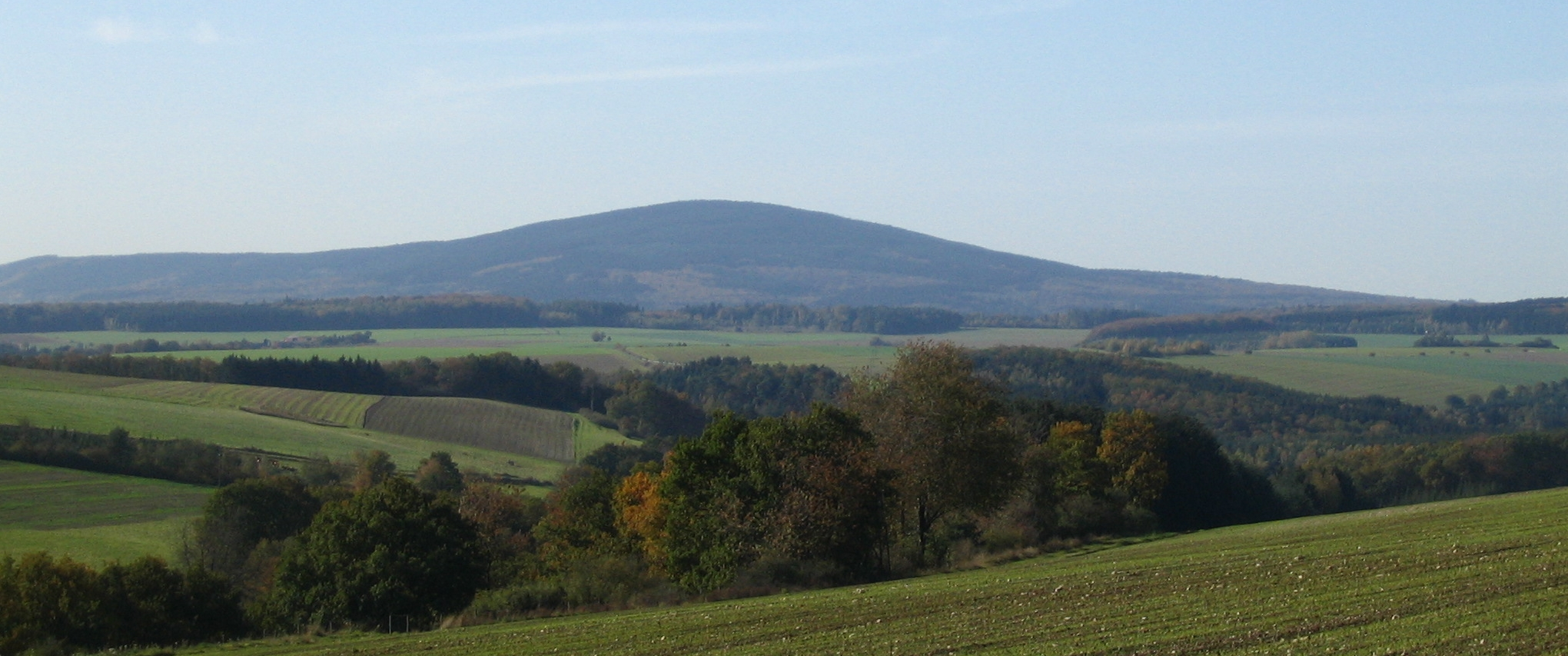
Der markante Idarkopf prägt den Hunsrück

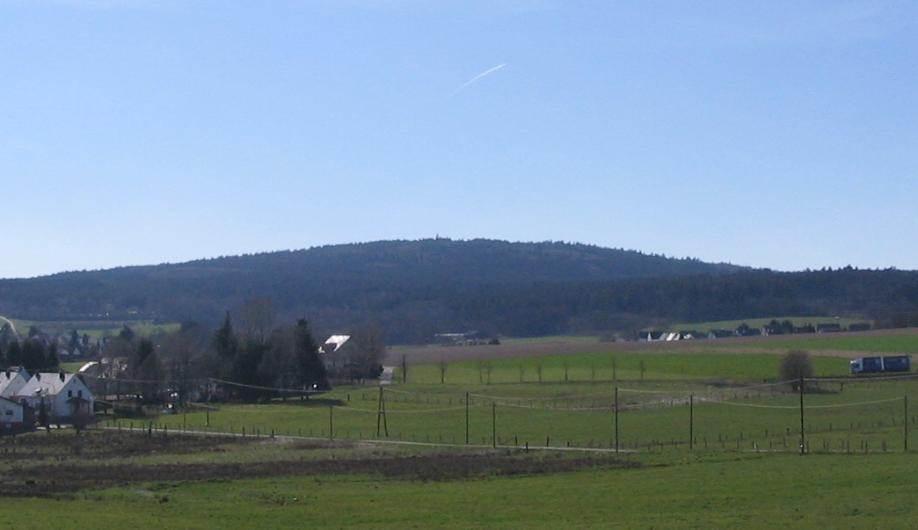
Rösterkopf bei Reinsfeld

Nachfolgend findet sich eine Aufstellung der je höchsten Berge nach Höhenzug/Naturraum. Dabei wurden Naturräume ausgelassen, die benachbarte abdachen. Der Erbeskopf, der naturräumlich dem Idarwald zugerechnet wurde, aber landläufig auch dem Schwarzwälder Hochwald zugerechnet wird, wird als global höchster Berg hier gesondert geführt. Der Schwarzwälder Hochwald wird in seine drei Naturräume aufgespalten, von denen Dollberge und Herrsteiner Forst noch einmal in die namentlich lange etablierten Dollberge und den sie östlich jenseits des Traunbachs fortsetzenden Herrsteiner Forst aufgeteilt wurde – dessen Name, ähnlich wie bei Malborner und Greimerather Hochwald, erst durch die naturräumliche Gliederung eingeführt wurde. Aufgeführt werden auch der Orscholz-Tabener Riegel, der orographisch durch das Tal der Saar abgetrennt wird, sowie die naturräumlich zur Gruppe Moseltal gezählten Moselberge, die das namensgebende Tal vom Mittelgebirge abtrennt.
| Name                    | Höhe (Meter) | Lage (Naturraum)                       | Landkreis/Kreis                 | Besonderheiten                             |
| ----------------------- | ------------ | -------------------------------------- | ------------------------------- | ------------------------------------------ |
| Erbeskopf               | 816,32       | Basis von Idar- und Malborner Hochwald | Bernkastel-Wittlich             | Höchster Berg des Hunsrücks, Aussichtsturm |
| An den zwei Steinen     | 766,2        | Idarwald                               | Bernkastel-Wittlich, Birkenfeld |                                            |
| Ruppelstein             | 762,7        | Malborner Hochwald                     | Birkenfeld                      | Richtfunkturm Ruppelstein                  |
| Butterhecker Steinköpfe | 722,6        | Herrsteiner Forst                      | Birkenfeld                      |                                            |
| Rösterkopf              | 708,1        | Osburger Hochwald                      | Trier-Saarburg                  | Fernmeldeturm Rösterkopf                   |
| Friedrichskopf          | 707,4        | Dollberge                              | Birkenfeld                      |                                            |
| Teufelskopf             | 695,0        | Greimerather Hochwald                  | Trier-Saarburg                  | Sender Teufelskopf                         |
| Haardtkopf              | 658,0        | Haardtwald                             | Bernkastel-Wittlich             | Sender Haardtkopf                          |
| Ellerspring             | 657,5        | Soonwald                               | Bad Kreuznach                   | Fernmeldeturm Ellerspring                  |
| Kandrich                | 638,6        | Binger Wald                            | Bad Kreuznach                   | Sendemast                                  |
| Womrather Höhe          | 599,1        | Lützelsoon                             | Bad Kreuznach, Rhein-Hunsrück   |                                            |
| Namenlose Anhöhe        | ca. 558,0    | Nordöstliche Hunsrückhochfläche        | Rhein-Hunsrück                  | Windkraftanlagen an der Südwestseite       |
| Namenlose Anhöhe        | 536,4        | Saar-Ruwer-Hunsrück                    | Trier-Saarburg                  | Sendemast                                  |
| Langensteinchen         | ca. 453,0    | Orscholz-Tabener Riegel                | Merzig-Wadern                   |                                            |

## Flora und Fauna
Trotz einer teilweise intensiven landwirtschaftlichen und forstwirtschaftlichen Nutzung ist der Hunsrück eine Landschaft mit hoher Biodiversität, da viele Landschaftsteile durch ihre Beschaffenheit nur extensiv oder gar nicht bewirtschaftet werden können.

### Flora
Die Pflanzenwelt des Hunsrücks zeichnet sich durch Vielfalt und Eigenart aus, im Soonwald gibt es über 850 Farn- und Blütenpflanzensippen. Die traditionellen Forstmonokulturen weichen, vor allem durch Windwurfschäden, immer mehr artenreichen Mischwäldern.

### Fauna
Obwohl der Hunsrück nicht als Vogelschutzgebiet klassifiziert ist, gibt es eine Vielfalt an Vogelarten: Spechte, Greif- und Singvögel können jederzeit beobachtet werden. Auch der seltene und scheue Schwarzstorch nistet in den Wäldern. Der Hunsrück ist reich an Säugetieren, Reh-, Rot- und Schwarzwild werden intensiv bejagt. Als größeres Raubwild treten nur vereinzelt Exemplare der Europäischen Wildkatze oder des Luchses auf, Rotfuchs, Dachs und Marder sind hingegen häufig anzutreffen.
Das bekannteste Säugetier im Hunsrück ist die Mopsfledermaus. Sie erlangte Bekanntheit, als das Vorkommen dieser seltenen Fledermausart westlich des Flughafens Hahn den Ausbau der Startbahn erheblich verzögerte.
In den zahlreichen Feuchtgebieten haben Amphibien wie der Feuersalamander sowie Insekten einen idealen Lebensraum, wohingegen in den Flächen mit Trockenrasen und Geröllhalden zahlreiche Reptilien wie die Blindschleiche und die Schlingnatter ihr Habitat gefunden haben.

## Klima

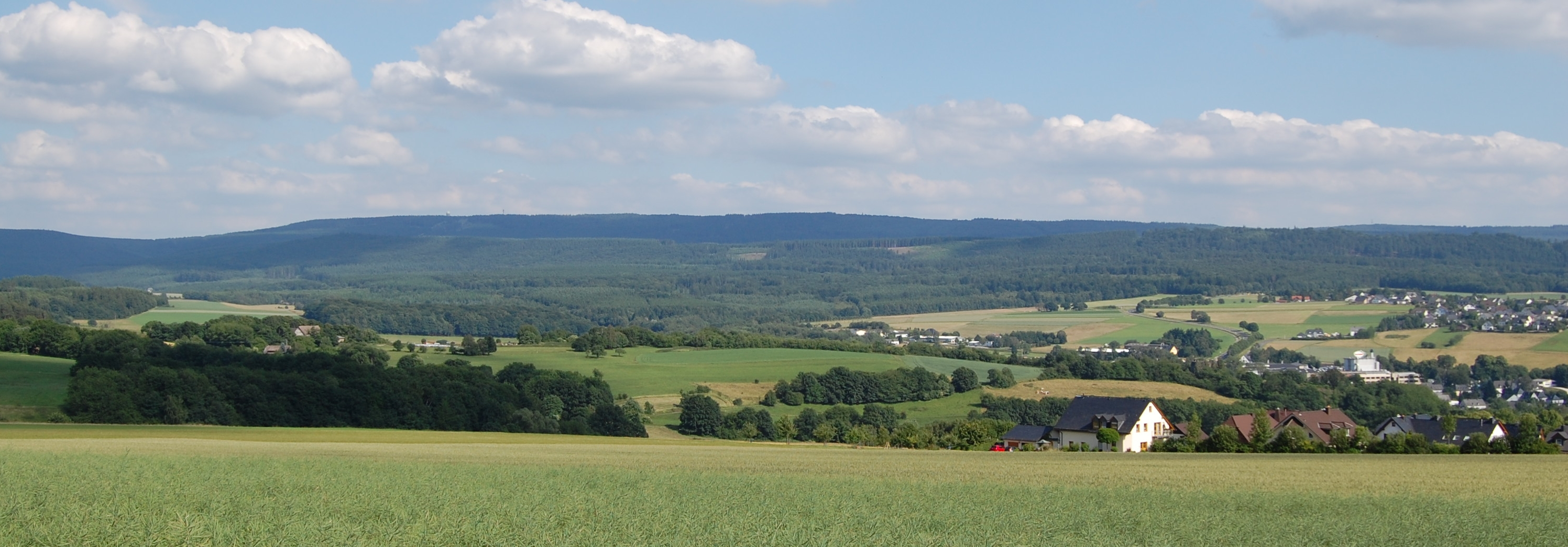
Erbeskopfmassiv

Durch die Lage des Hunsrück in der Westwindzone ist das Mittelgebirge durch ein relativ mildes subozeanisches Klima geprägt. Es herrschen milde Winter und kühle Sommermonate vor.
Die Südwest nach Nordost verlaufenden Höhenrücken aus Taunusquarzit (Osburger Hochwald, Schwarzwälder Hochwald, Idarwald, Lützelsoon, Soonwald und Binger Wald) stellen nicht nur das Rückgrat des Hunsrücks dar, sondern bilden eine Wetterscheide zwischen Nord und Süd. Doch nicht nur diese Quarzitkämme, sondern auch das Baumholder Hochland mit Höhen von etwa 500–600 m als südlicher Teil des von Kirn flussaufwärts der Nahe liegenden Oberen Nahebergland halten die meist von West und Nordwest kommenden Niederschläge von dem im Lee liegenden Weinbaugebiet des Unteren Nahelandes ab. Hier liegen die Niederschläge sogar unter 550 mm, während sie bis zum Erbeskopf (Schwarzwälder Hochwald) auf ca. 1100 mm ansteigen. Demgegenüber werden im weiter östlich liegenden Soonwald maximal 850 mm und in der nördlichen Simmerner Mulde 750 mm erreicht. Die Niederschlagsmenge im Hunsrück nimmt infolge des Lee-Effektes der Hochlagen von West nach Ost deutlich ab.
Ähnlich hohe Niederschlagssummen wie am Erbeskopf finden sich im Hunsrück auch im Osburger Hochwald im Bereich des Rösterkopfes und auf dem Kamm des Idarwaldes rund um den Idarkopf. Die höchsten jährlichen Niederschlagssummen im Hunsrück werden jedoch nicht am Erbeskopf, sondern an den Südwesthängen des Schwarzwälder Hochwaldes erreicht. Im saarländischen Nohfelden-Türkismühle im südwestlichen Hunsrück liegt die durchschnittliche jährliche Niederschlagsmenge bei 1205 mm und rund um den 695 m hohen Teufelskopf an der rheinland-pfälzisch-saarländischen Grenze im südwestlichen Teil des Schwarzwälder Hochwaldes werden sogar durchschnittliche jährliche Niederschlagssummen von ca. 1250–1300 mm erreicht. Die hohen Niederschlagssummen im Südwesten des Hunsrücks haben dazu geführt, dass sich dort artenreiche Moor- und Sumpfgebiete (sogenannte Brüche) ausbilden konnten, die nunmehr meist unter Naturschutz stehen, in der Vergangenheit jedoch oft trockengelegt wurden.
Zusammen mit den recht niedrigen Jahresmitteltemperaturen führen die hohen Niederschlagssummen, deren Maximum oft in den Wintermonaten erreicht wird, dazu, dass die Winter in den Hochlagen des Hunsrücks im Vergleich zu den weiter östlich gelegenen Mittelgebirgen gleicher Höhenlage zwar eher mild sind, allerdings trotz der Klimaveränderung noch als schneereich gelten.
Die Jahresmitteltemperaturen schwanken im Hunsrück je nach Höhenlage zwischen 7 und 10 °C. Auf den Kämmen von Osburger Hochwald, Schwarzwälder Hochwald und Idarwald (rund um Rösterkopf, Erbeskopf und Idarkopf) werden dagegen die niedrigsten Jahresdurchschnittstemperaturen des Hunsrücks zwischen 5 und 6 °C registriert.

## Geschichte

### Frühzeit
Eine Besiedlung des Hunsrücks ist seit der Jungsteinzeit durch Funde nachgewiesen (z. B. Steinbeile). Ältere Funde, die eine Besiedlung oder Begehung der Hunsrück-Hochfläche während der Altsteinzeit belegen, sind selten. Ausnahmen bilden vor allem mittelpaläolithische (circa 200.000–40.000 v. Chr.) Lesefunde aus Weiler bei Bingen. Hingegen zeigen die gravettienzeitlichen (circa 30.000–20.000 v. Chr.) Fundplätze in Heddesheim (Gemeinde Guldental) und Brey (Gemeinde Rhens) erste Siedlungsplätze im Hunsrücker Umfeld. Zu erwähnen sind auch der etwas jüngere altsteinzeitliche Fundplatz Nußbaum bei Bad Sobernheim und der Lagerplatz spätpaläolithischer Hirschjäger in Boppard, der erst im Jahr 2001 durch den Archäologieverein ARRATA e. V. entdeckt wurde. 2014 wurden erstmals in Deutschland jungpaläolithische Felsritzungen, wie man sie vor allem aus Südfrankreich und Spanien kennt, im Hunsrück gefunden. Es handelt sich um etwa 25.000 Jahre alte Tierdarstellungen, vor allem Pferde, die sich auf einer 1,2 m² großen Schieferfläche befinden.
Die ältesten Zeugnisse aus der Jungsteinzeit datieren spätestens in das Mittelneolithikum, in die sogenannte Rössener Kultur (Fundorte: u. a. Biebernheim, Reckershausen). Die meisten Funde, vor allem Steinbeile datieren jedoch in das Jungneolithikum und gehören zur Michelsberger Kultur. Vor allem im Vorderhunsrück (Morshausen, Beulich und Macken) konnten bis 2007 zahlreiche Felsovalbeile entdeckt werden. Ebenso zeigen Funde von Pfeilspitzen aus Feuerstein eine jungneolithische (u. a. Bell) und endneolithische (Hirzenach) Besiedlung. Weitere Funde aus der Bronzezeit belegen eine fortwährende Besiedlung (vor allem durch Gräber und Grabbeigaben dokumentiert). Ein größerer Aufsiedlungsprozess fand in der frühen Eisenzeit (Hallstattzeit) mit der Laufelder Kultur und in der La-Tène-Zeit (5.–1. Jh. v. Chr.) mit der Hunsrück-Eifel-Kultur statt, die mit den Kelten verbunden werden kann. Dies zeigen z. B. das Wagengrab von Bell, das Waldalgesheimer Fürstengrab, der Ringwall von Otzenhausen, die Pfalzfelder Säule, die Höhensiedlung Altburg im Hahnenbachtal sowie zahlreiche Grabhügelfelder. Der Hunsrück gehörte zu dieser Zeit zum Stammesgebiet der Treverer.

### Römerzeit
Zwischen etwa 50 v. Chr. und 400 n. Chr. erschlossen die Römer den Hunsrück durch ein weitverzweigtes Straßensystem. Bekanntester Rest ist die Ausoniusstraße. Zahlreiche Funde römischer Bauernhöfe (Villa Rustica), Siedlungen, wie dem Vicus Belginum, und militärischer Bauwerke weisen auf eine nahezu vollständige Erschließung der Gegend durch die Römer hin. Gegen Ende der Römerzeit wurden im Hunsrück Sarmaten angesiedelt, weil durch die Germanenangriffe die einheimische Bevölkerung dezimiert worden war.

### Frankenzeit
Mit dem ausgehenden 4. Jahrhundert setzte der Verfall und Untergang des weströmischen Reichs endgültig ein. Die Franken als Eroberer begannen mit der Aufteilung des römischen Erbes. Dies war der Beginn des west- und mitteleuropäischen Großreichs der Franken. Mitte des 8. Jahrhunderts wurde dieses unter der Regentschaft der Karolinger in Gaue aufgeteilt. Der nördliche Teil des heutigen Vorderhunsrück gehörte zum Trechirgau, der südliche zum Nahegau. Verwaltet wurde der Trechirgau von den sogenannten Bertholden, der Nahegau von den Emichonen. Der Hauptort des Trechirgaus mit Namen Trigorium war Treis.

### Mittelalter bis zur Franzosenzeit
In der Gründungsurkunde des Klosters Ravengiersburg aus dem Jahre 1074 wird erstmals der Hundesrucha erwähnt.
Im Mittelalter war der Hunsrück territorial stark zersplittert zwischen den Pfalzgrafen bei Rhein, den Erzbischöfen von Trier, den Grafen von Sponheim und den Nachfolgern der Emichonen (Wild- und Raugrafen und Grafen von Veldenz). Daneben gab es eine ganze Reihe kleinerer Herrschaften.
1410 entstand das Fürstentum Simmern als Nebenlinie der Pfalzgrafen. In der Folgezeit entwickelte sich Simmern zur wichtigsten Residenz eines Adelsgeschlechts auf dem Hunsrück. Mit Herzog Johann II. (16. Jahrhundert) erlangte die Stadt für kurze Zeit eine überregionale Bedeutung.

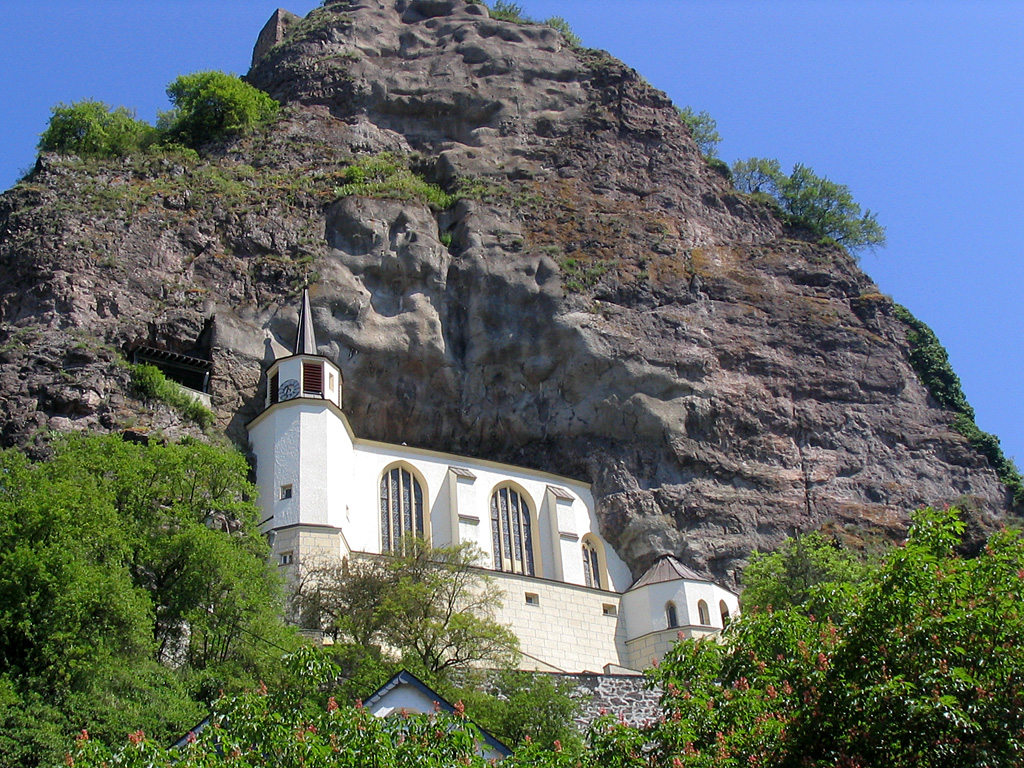
Die Felsenkirche in Idar-Oberstein

Nach dem Dreißigjährigen Krieg stellte Ludwig XIV. von Frankreich Reunionsansprüche auf mehrere Herrschaftsgebiete in der Pfalz, dem Hunsrück und der Eifel und ließ seine Truppen einrücken und löste so den Pfälzischen Erbfolgekrieg aus. 1689 wurden Kirchberg, Kastellaun, Simmern sowie Stadt und Burg Stromberg in Brand gesetzt. Dann folgten die Kriegswirren, die der Spanische Erbfolgekrieg verursachte. Er wurde 1713 beendet.
In der Folgezeit belebten sich Handel und Wandel. Auf dem Hunsrück entstanden erste industrielle Strukturen durch die Familien Hauzeur, Pastert und Stumm. Sie betrieben Bergbau, Aufbereitung und Verhüttung von Erzen. Daraus wurden Gegenstände für Haus, Feld und Handwerksbetriebe fabriziert: Öfen, Pfannen, Kessel, Gewichtsteine, Spaten, Grabnägel, Hämmer, Ambosse, Webstühle, Spinnräder und auch Munition (Voll- und Spitzkugeln im Gewicht von 2–30 Pfund). Führend in der Eisenverarbeitung war die Familie Stumm. Der Ahnherr Christian Stumm war ein Schmied in Rhaunensulzbach. Zwei seiner Söhne wurden bedeutende Unternehmer. Der Sohn Johann Nikolaus Stumm (1668–1743) war Hüttenbesitzer und dessen Söhne Johann Ferdinand, Friedrich Philipp und Christian Philipp Stumm kauften am 22. März 1806 das Neunkirchener Eisenwerk, Teil der heutigen Saarstahl AG. Johann Michael Stumm (1683–1747) wurde Gründer einer Orgelwerkstatt.
Die Räuber Johannes Bückler (Schinderhannes) und Johann Peter Petri (Schwarzer Peter) machten Ende des 18. Jahrhunderts den Hunsrück unsicher.
Als Folge der Französischen Revolution und der Machtübernahme Napoleons eroberte das französische Militär 1792 erneut die Gebiete westlich des Rheins und annektierte sie in der Franzosenzeit für Frankreich. Nach der Niederlage Napoleons bei Waterloo fiel der größte Teil des Hunsrücks durch die Neuaufteilung durch den Wiener Kongress 1815 als Teil der neugebildeten Rheinprovinz an Preußen. Teile des heutigen Landkreises Birkenfeld und des nördlichen Saarlands gehörten bis 1937 zum oldenburgischen Fürstentum Birkenfeld.

### Preußenzeit und Auswanderung
Die wirtschaftliche Lage war auch im Hunsrück in den Jahren von 1815 bis 1845 sehr schlecht. Eine geringe Ernte im Jahre 1815 und das Jahr ohne Sommer 1816 ließen die Getreidepreise rapide steigen, das Jahr 1817 ging als Hungerjahr in die Geschichte ein.
Im September 1822 entsandte die brasilianische Regierung Georg Anton Schäffer nach Deutschland, um Kolonisten und Söldner anzuwerben. Er kam 1823 als Bevollmächtigter des Kaisers Dom Pedro I von Brasilien und besuchte die Hansestädte sowie Frankfurt am Main und zahlreiche deutsche Höfe. Diese Mission startete die erste große deutsche Auswanderungswelle nach Brasilien. Vor allem Menschen aus dem Hunsrück, den nördlichen und westlichen Teilen des heutigen Saarlandes und der Westpfalz ließen sich von den Agenten Schäffers anwerben.
Die ersten Einwanderer aus dem Hunsrück siedelten sich 1824 im heutigen Bundesstaat Rio Grande do Sul, in der Nähe der Stadt São Leopoldo an. Um 1830 ging die Auswanderung nach Brasilien zunächst zurück.
Die 1840er Jahre waren europaweit durch Teuerung, Missernten und eine gewisse soziale Unruhe geprägt, sodass sich wieder viele Hunsrücker zur Auswanderung in zwei weiteren Auswanderungswellen (vor allem 1846 und 1861) entschlossen, vor allem nach Nordamerika und Brasilien.
Im August 1846 wurde in Dünkirchen bekannt gegeben, dass kostenlose Überfahrten nach Brasilien nicht mehr möglich seien. Zu diesem Zeitpunkt vegetierten dort bereits über 800 Personen. Preußen lehnte für die verarmten und hilflosen Auswanderer jegliche Verantwortung ab. Sie wurden von Frankreich mit drei Kriegsschiffen nach Algerien gebracht und in den Dörfern Stidia und Sainte-Léonie angesiedelt. Die meisten Nachkommen siedelten nach dem Algerienkrieg 1962 wieder nach Frankreich zurück.
Durch die zunehmende Verwahrlosung und Verelendung von Teilen der Bevölkerung in Deutschland im Zuge der Industrialisierung, wurde auf Initiative des evangelischen Pfarrers Julius Reuß in Simmern ein Verein der Inneren Mission gegründet, mit dem Ziel im Hunsrück ein Rettungshaus für Kinder aus verwahrlosten Verhältnissen aufzubauen. 1851 wurde ein Gelände zwischen Simmern und Nannhausen, dem Schmiedel, erworben. Dort wurde ein erstes Gebäude als Mutterhaus errichtet, das am 13. September 1851 für einen Hausvater und zwölf Jungen eingeweiht wurde. Bis in die heutige Zeit ist auf diesem Gelände der Stammsitz der diakonischen Einrichtung Schmiedel e. V. untergebracht.

### Deutsches Reich
Nach dem Krieg 1870/1871 und der Begründung des Deutschen Reiches unter Preußens Führung begann die so genannte Gründerzeit. Ihr Erfolg wurde auf dem Hunsrück erst spät fühlbar, weshalb viele Arbeitsuchende und auch ganze Familien Arbeit im Ruhrgebiet suchten und dorthin abwanderten.
Die evangelischen Pfarrer und nachmaligen preußischen Landtagsabgeordneten Richard Oertel, 1892 Gründer des Hunsrücker Bauernvereins, und Albert Hackenberg, von 1879 bis 1912 in Hottenbach amtierender Pfarrer, versuchten erfolgreich, in diesen Jahren die wirtschaftlichen, sozialen und technischen Verhältnisse im Hunsrücker Raum zu verbessern. Dies wurde erreicht durch Gründungen von Molkereigenossenschaften, Einrichtungen von Postagenturen und vor allem durch die Erwachsenenbildung und Beseitigung der geistlichen Schulaufsicht.

### Erster und Zweiter Weltkrieg
Der Erste Weltkrieg, die Besatzungszeit und die Inflation brachten auch für den Hunsrück und seine Bewohner große wirtschaftliche Nachteile; es kam aber nicht zu politischen Spannungen wie vielerorts im Deutschen Reich.
Als Pionier der Industrialisierung im Hunsrück galt der Unternehmer Michael Felke. Die von ihm 1919 gegründeten Felke Möbelwerke wurden einer der ersten großen Arbeitgeber der Region. Sie produzierten bis in die ausgehenden 1990er Jahre und vertrieben im mitteleuropäischen Raum.
In den Jahren 1938 und 1939 wurde die Hunsrückregion mit dem Bau der Hunsrückhöhenstraße (140 km in nur 100 Tagen) als militärisch-strategische Aufmarschstraße zur deutsch-französischen Grenze (Westwall) wieder für das Militär interessant. Zu beiden Seiten der Straße wurden in den Wäldern Nachschublager und Feldflugplätze errichtet. In der Zeit des Zweiten Weltkrieges und nach dessen Ende kamen zwei Orte des Hunsrücks zu trauriger Berühmtheit: das Konzentrationslager Hinzert und das Kriegsgefangenenlager bei Bretzenheim. Am 5. Juni 1945 wurde der Hunsrück in die französische Besatzungszone eingegliedert. 

### Kalter Krieg und Gegenwart
1946 wurde der Hunsrück im Wesentlichen Teil des neuen Bundeslandes Rheinland-Pfalz, kleine Teile um Nonnweiler gehören zum Saarland.

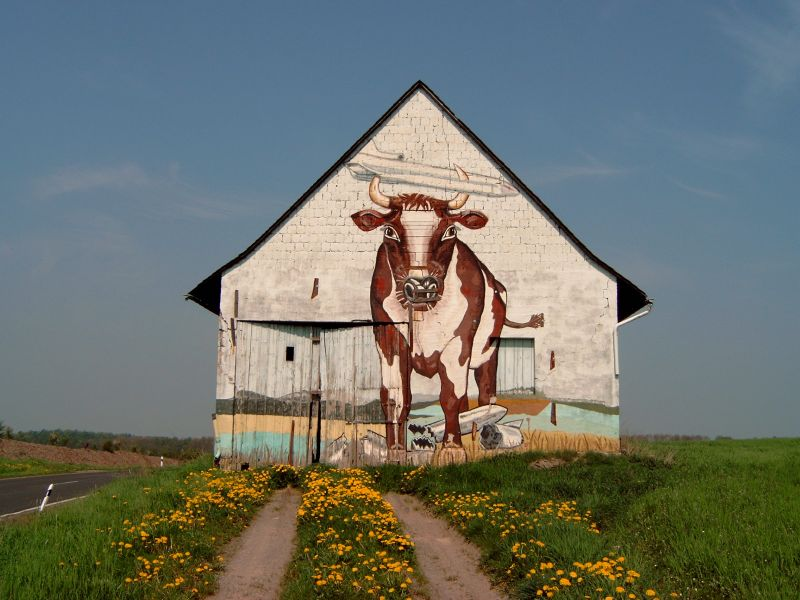
Feldscheune bei Bell

In der Zeit des Kalten Krieges bis Anfang der 1990er Jahre befanden sich auf dem Hunsrück viele militärische Flugplätze, Munitionslager, Kommandostellungen und Raketenabschussstellungen. Die bekanntesten waren die US-amerikanische Hahn Air Base, der NATO-Flugplatz Pferdsfeld, der Kommandobunker Börfink, die Raketenbasis Pydna sowie die noch aktive Artillerieschule der Bundeswehr in Idar-Oberstein.
Auf der Pydna sollten 1986/87 als Folge des NATO-Doppelbeschlusses 96 BGM-109G Gryphon-Marschflugkörper stationiert werden, die mit Atomsprengköpfen bestückt waren. Auf dem Beller Marktplatzgelände fand am 11. Oktober 1986 die wohl größte bekannte Demonstration der Hunsrücker Geschichte statt: Rund 200.000 Menschen, davon etwa 10.000 aus dem Hunsrück, protestierten gegen die Stationierung. Dort wurde die Hunsrücker Erklärung verlesen, die sich für eine Umkehr in der Sicherheitspolitik aussprach. Die Demonstranten zeichneten sich durch besondere Friedfertigkeit aus, so dass es keine Krawalle, Verletzten oder Festnahmen gab. 
Die Raketenzeit auf dem Hunsrück endete am 31. August 1993 mit der Übernahme des Geländes durch die Standortverwaltung Kastellaun. Im selben Jahr wurde die militärische Hahn Air Base als Flughafen Frankfurt-Hahn von den US-Amerikanern an eine zivile Verwaltung übergeben. Der Flughafen wurde seit dieser Zeit ausgebaut.
Der Regisseur Edgar Reitz drehte auf dem Hunsrück Anfang der 1980er Jahre den ersten Teil der Filmtrilogie Heimat, meistens in Woppenroth alias Schabbach. Von April bis August 2012 wählte Reitz für den Kinofilm Die andere Heimat – Chronik einer Sehnsucht das Dorf Gehlweiler aus. Der Film thematisiert die Epoche des Vormärz Mitte des 19. Jahrhunderts und die damalige Auswandererwelle nach Brasilien.

### Namensherkunft
Die Bedeutung des Namens Hunsrück ist bis heute ungeklärt. Erstmals wurde das Mittelgebirge im Jahr 1074 in der Ravengiersburger Klosterurkunde erwähnt und zwar unter dem Namen „hundesrucha“. Zur Erklärung des Namens existieren mehrere Hypothesen:
- Hohun: Begriff aus dem Althochdeutschen und bedeutet hoher Bergrücken.[33]
- Hunderücken: Hierfür spricht, dass im Mittelalter der Name vielfach so gedeutet wurde. Es existieren z. B. folgende Schreibweisen: Cynonotus (gr. Hunderücken, 15. Jahrhundert), Hundsrücken (1250), Dorsum canis (lat. Hunderücken, 1320), Hondesruck (1380). – Es gibt im süddeutschen Raum, in der Schweiz und den Niederlanden (Hondsrug) mehrere Berge, die Hunsrück genannt werden und bei denen die Namensherkunft sicherer ist, nicht zuletzt bei der Namensvariante Hundsbuckel. Zudem sind viele Landschaftsformen nach Tieren benannt wie Roßrück, Rindsrück, Katzenbuckel und Eselsrück.
- Abgeleitet von dem Volk der Hunnen: Dafür spricht, dass im Volksmund viele keltische Wallanlagen auf dem Schwarzwälder- und dem Osburger Hochwald sowie im Idarwald als Hunnenringe bezeichnet werden.
- Möglicherweise hat der Hunsrück seinen Namen von Begriff Hont, also dem in der Frankenzeit geläufigen Wort für Hundertschaftsführer: Frühe Landkarten bezeichnen zwei Gebiete von Hontschaften bei Laudert und im Idargebiet als Hunnesrucha/Hundsric, „ric“ = (Herrschaftsbe-) reich eines Hont, sein Rechts- und Gerichtsbezirk Hundsrüge; der „rüger“ war Richter, Gerichtsherr; (im Rheinischen Niederland: der „Dinger“ → „Hund(s)ding“; vgl. „Thingstätte“ als Versammlungsort für die Rechtsprechung).
- Herkunft von Hundswrock, was einen abgegrenzten Grund und Boden einer Hundertschaft, genauer einer Weidegenossenschaft bezeichnet. Demnach wäre das Wort Hun die Kurzform für Hundertschaft und Rock, „Rück“ oder „Röck“ bedeuteten Hecke oder Grenzbaum. Dafür spricht, dass sich in der Umgebung der Gemeinde Mengerschied und damit in unmittelbarer Nachbarschaft Ravengiersburgs Flurbezeichnungen mit dem Namen Hunsrück häufen. Später wäre dann der Name auf die ganze Landschaft zwischen Nahe und Mosel übertragen worden.
- Daneben gibt es noch weitere Deutungen.[34]

### Hunsrücker Sprache
Die historisch bedingte kleinräumige Zersplitterung des Hunsrücks wirkte sich auch auf die differenzierte Gliederung des Hunsrückischen aus. So verlaufen über den Hunsrück mehrere Sprachgrenzen innerhalb des großen Rheinischen oder Rhein- beziehungsweise Moselfränkischen Sprachgebiets und die sogenannte dat-das-Linie.
Durch die Auswanderung im 19. Jahrhundert nach Brasilien befinden sich noch heute viele hunsrückisch-pfälzische Sprachinseln in den brasilianischen Bundesstaaten Rio Grande do Sul und Santa Catarina, in denen das Riograndenser Hunsrückisch gesprochen wird.

### Hunsrücker Geschichtsverein
Um die Forschung zur Hunsrücker Geschichte kümmert sich seit 1901 beziehungsweise 1958 mit Publikationen, Vorträgen und Exkursionen der über 600 Mitglieder starke Hunsrücker Geschichtsverein.

### Archäologieverein ARRATA
Der im Jahr 2000 gegründete Verein für fachübergreifende und angewandte Archäologie – ARRATA e. V. (ARchäologie mit RAt und TAt) beschäftigt sich schwerpunktmäßig mit der wissenschaftlichen Erforschung aller Epochen von der Altsteinzeit bis zum Zweiten Weltkrieg in der Region Mittelrhein, Hunsrück, Eifel und Taunus. Neben dem Tätigkeitsfeld der Forschung stehen auch die Aspekte der Bodendenkmalpflege (z. B. Entdeckung gefährdeter Bodendenkmäler) und der Öffentlichkeitsarbeit (Publikationen und ein jährliches Veranstaltungsprogramm u. a. mit Führungen zu Bau- und Bodendenkmälern, dem Hunsrück-Kolloquium und den Hunsrücker Archäologie-Tagen auf der Schmidtburg) im Mittelpunkt der Vereinsarbeit. Der Verein veröffentlicht die Zeitschrift Abenteuer Archäologie – Zeitschrift für fachübergreifende und angewandte Archäologie.

## Wirtschaft
Der Hunsrück gilt als strukturschwaches Gebiet, größere Industriebetriebe stellen die Ausnahme dar.

### Industrie

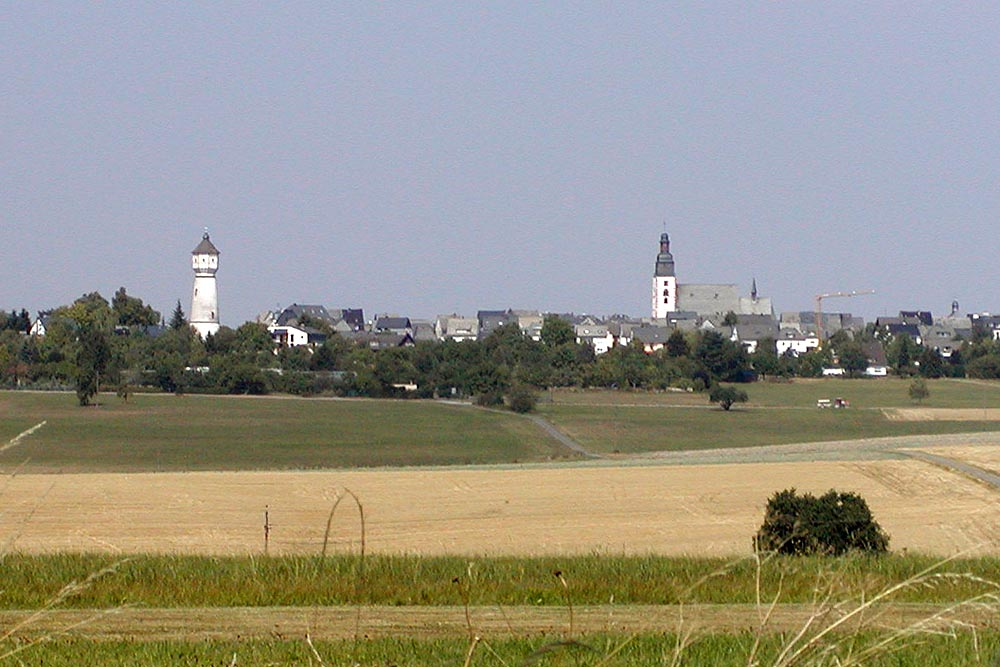
Kirchberg, die Stadt der Türme und älteste Stadt im Hunsrück

Entlang der Hauptverkehrsachsen Bundesautobahn 61 und A 1 sowie der Bundesstraße 50 und B 327 haben sich Industrie- und größere Handwerksunternehmen angesiedelt.
Größere Unternehmen sind unter anderen: BOMAG in Boppard-Buchholz, Schottel in Spay mit Produktionsstätte in Dörth, Continental-Teves in Rheinböllen, Boge GmbH und CompAir in Simmern, Papier-Mettler in Morbach, Hochwald Nahrungsmittel-Werke in Thalfang sowie der Laborgerätehersteller Fritsch und der Kochgeschirrproduzent Fissler. Kleinere Handwerks- und Dienstleistungsbetriebe bieten die meisten Arbeitsplätze in der Region an, ein großer Teil der Arbeitnehmer pendelt allerdings täglich vom Hunsrück zu Arbeitsplätzen im Rhein-Main-Gebiet, dem Koblenzer Becken sowie nach Trier, Luxemburg und dem Saarland.

### Landwirtschaft
Die ehemals dominierende Landwirtschaft, vor allem die Milchproduktion, verliert zunehmend an Bedeutung. Trotzdem gehört die Hochwald Molkerei in Thalfang zu den größten deutschen Molkereien, da die Milch mittlerweile überregional angeliefert wird. Bis zu Beginn der 1960er Jahre war das rotbunte Glanrind sowohl Arbeitstier als auch Milchproduzent.

### Bergbau
Der Bergbau spielt lediglich eine untergeordnete Rolle; Untertageabbau findet im Hunsrück nicht mehr statt. Einige mittelständische Steinbrüche liefern Quarzit und Basalt für die regionalen Baustellen. Nur noch zwei Unternehmen bauen heute Schiefer oberirdisch ab.

### Edelsteinindustrie

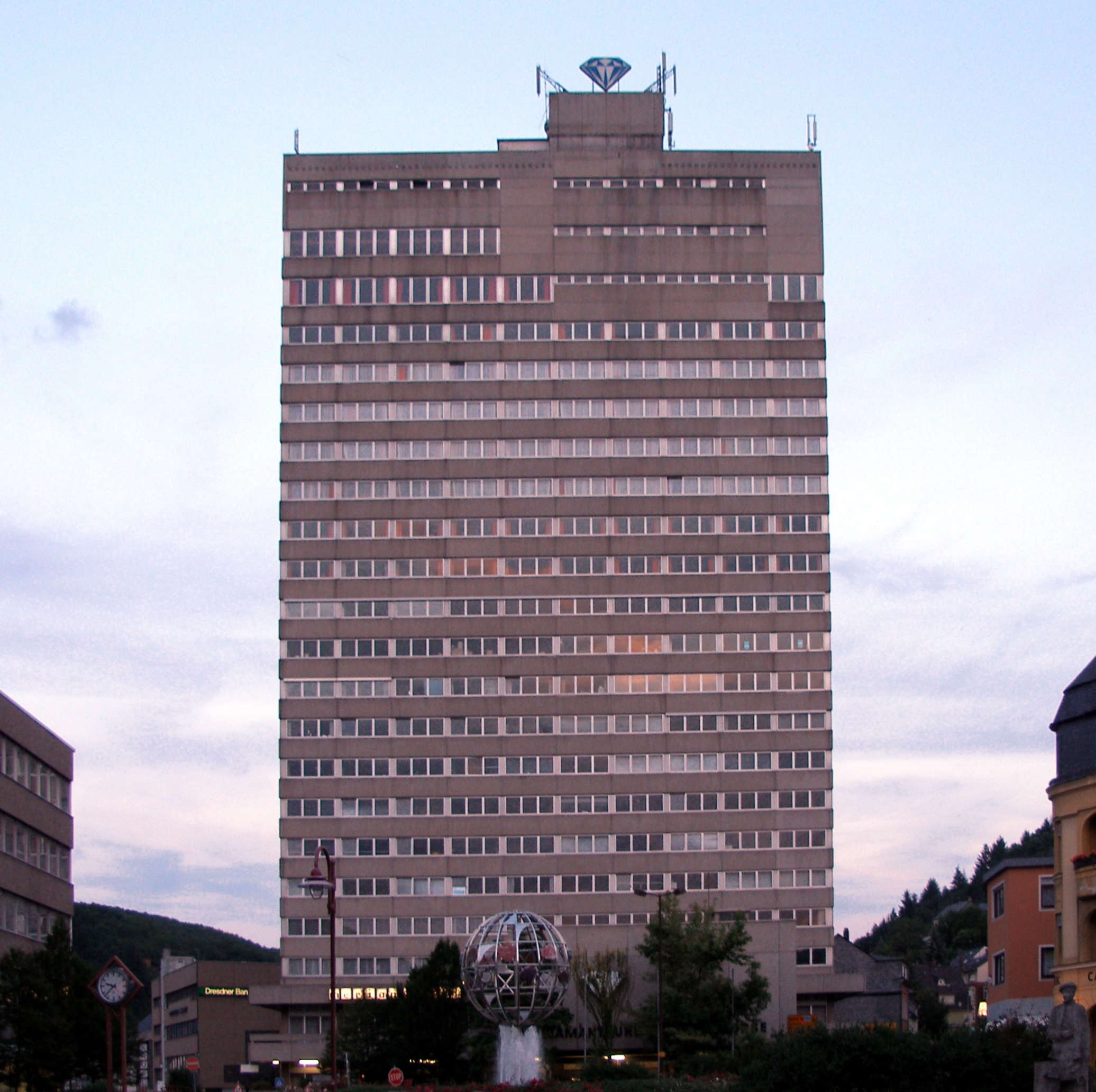
Börsenhochhaus in Idar-Oberstein

Einstmals dominierte die Edelsteinindustrie den Teil des Hunsrücks zwischen Idar-Oberstein und dem Idarwald. Bis zum 19. Jahrhundert wurden noch Achate abgebaut, später wurden fast ausschließlich importierte Rohsteine geschliffen d. h. zum Endprodukt weiterverarbeitet. Heute werden nur noch hochwertige Schmucksteine in kleineren Manufakturen weiterverarbeitet. Die älteste Edelsteinschleiferei Deutschlands P.H. Hahn Söhne von 1886 besteht noch immer als Familienbetrieb. Daneben ist die Region der europäische Schwerpunkt für den Import und Vertrieb von im Ausland hergestellten Edelsteinprodukten. 1974 wurde in Idar-Oberstein die deutsche Diamant- und Edelsteinbörse eröffnet, die dem Weltverband der Diamantenbörsen angehört.

### Holzwirtschaft
Die Konzentration hat die Holzwirtschaft verändert, nur noch wenige kleine Sägewerke verarbeiten Holz aus heimischen Wäldern. Das zu einem belgischen Konzern gehörende Sägewerk bei Hochscheid an der Hunsrückhöhenstraße verarbeitet hingegen rund um die Uhr Holz aus ganz Rheinland-Pfalz, den angrenzenden Bundesländern sowie Frankreich, Luxemburg und Belgien.

### Militär
Bis zu den 1990er Jahren war das Militär ein bedeutender Wirtschaftsfaktor, vor allem wurden Zivilarbeitsplätze angeboten. Nach dem Kalten Krieg wurden die größten Militäreinrichtungen, z. B. die NATO-Flughäfen Hahn und Pferdsfeld, der Kommandobunker Börfink, das US-Depot Nahbollenbach und die Raketenbasis Pydna schnell geschlossen.
Als letzte aktive militärische Einrichtungen im Hunsrück gibt es noch die Artillerieschule der Bundeswehr in Idar-Oberstein, den Truppenübungsplatz Baumholder und die Hunsrück-Kaserne in Kastellaun.
Die anderen militärischen Anlagen wurden geschlossen. Waffen und Soldaten wurden abgezogen, gleichzeitig verschwanden viele zivile Arbeitsplätze bei den Militäreinrichtungen. Die Kommunen versuchen die ehemaligen Militärimmobilien als Konversionsflächen in erster Linie gewerblich zu nutzen.

### Luftfahrt
Das größte Konversionsprojekt ist der Flughafen Frankfurt-Hahn, die ehemalige NATO-US-Airbase Hahn im zentralen Hunsrück. Durch die Spezialisierung auf Billigfluggesellschaften, osteuropäische Frachtgesellschaften und militärische Dienstleistungsflugbewegungen wurden zu Anfang des Jahrtausends dem Flughafen optimistisch gute Wachstumspotentiale prognostiziert, welche sich aber im Laufe des folgenden Jahres, auch aufgrund einer schwächelnden Weltwirtschaft, als nicht tragfähig erwiesen (Stand 2013).

### Wohnungsmarkt
Der Mietwohnungsmarkt basierte lange Zeit auf Vermietungen an Angehörige der US-Streitkräfte. In Sohren, Kirchberg, Rhaunen, Kastellaun und Idar-Oberstein entstanden ganze Wohnviertel ausschließlich für Mitarbeiter und Familienangehörige von US-Einrichtungen. Nach dem Abzug der Amerikaner wurden die Wohnungen zum großen Teil durch Spätaussiedler aus der ehemaligen Sowjetunion belegt.

### Wind-, Solar- und Bioenergie

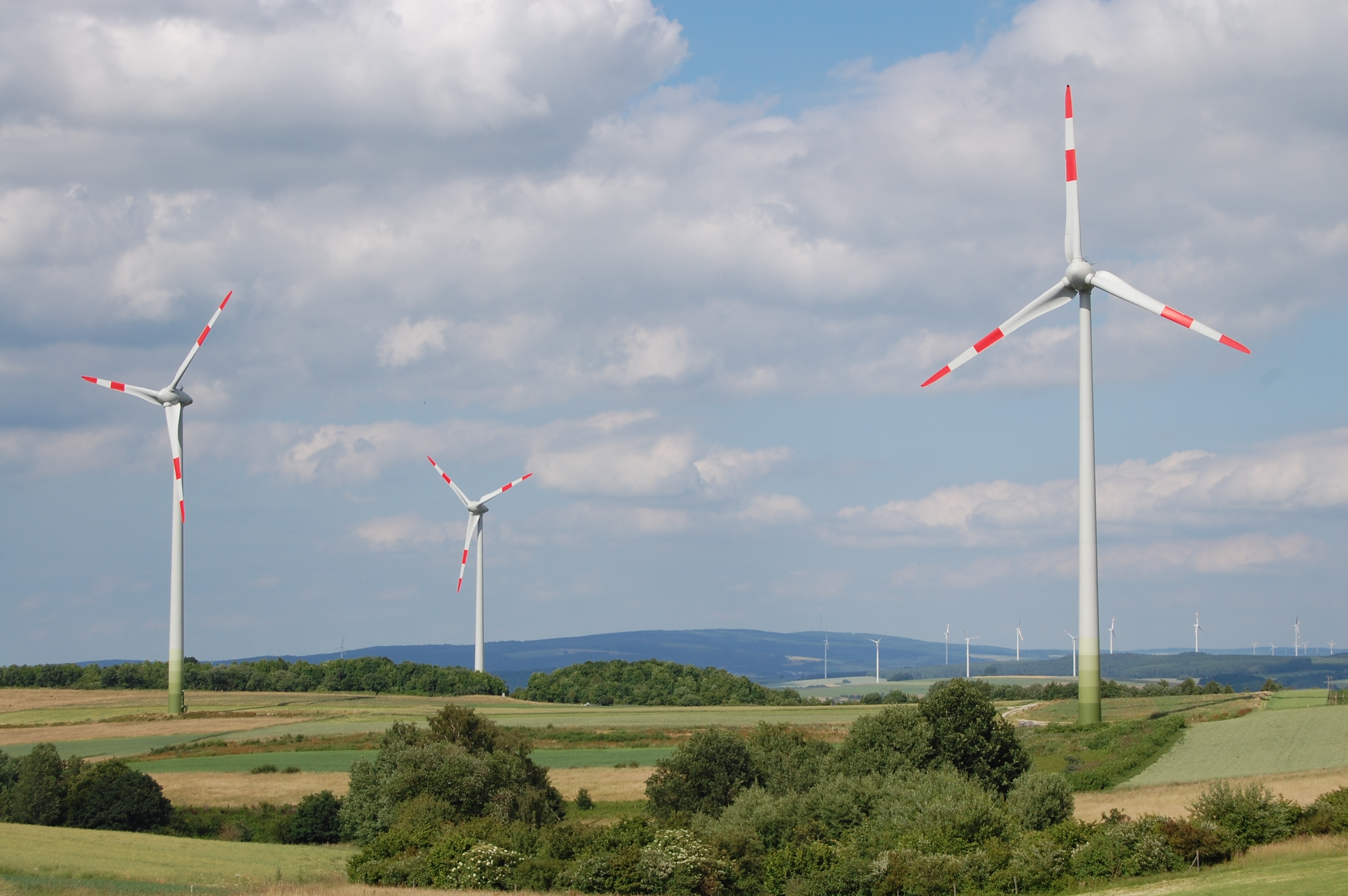
Teil des Windparks Mehringer Höhe oberhalb von Lorscheid am Rande des Osburger Hochwaldes

Seit dem Inkrafttreten des Erneuerbare-Energien-Gesetzes im Jahr 2000 nimmt die dezentrale Erzeugung von Elektrizität durch Solar-, Wind- und Bioenergie eine wichtige Rolle im Wirtschaftsleben ein. Private Investoren erzeugen elektrischen Strom durch Photovoltaik. Landwirtschaftliche Biogasanlagen nutzen Biomasse und Gülle zur Stromerzeugung.
Der größte Teil des Stroms wird durch Windkraftanlagen erzeugt, die Hunsrückhöhen bieten ausreichend bis gute Standorte. Die Verbandsgemeinden Kirchberg und Simmern mit den Windparks Kirchberg und Neuerkirch haben Morbach mit der Morbacher Energielandschaft als Schwerpunkte der Windenergie abgelöst. Größere Windparks gibt es in Kastellaun, Rheinböllen, Zell, Thalfang und Ruwer.
Allein im Rhein-Hunsrück-Kreis stehen (Stand Februar 2013) 152 Windkraftanlagen, 203 Anlagen sind projektiert, beantragt oder in der Bauphase. Die ersten Anlagen wurden in den 1990er Jahren bei Beltheim durch private Investoren errichtet, die Ziele dabei waren mehr ideeller als kommerzieller Natur. Inzwischen investieren weltweit operierende Fonds in die Windenergieerzeugung im Hunsrück. Die kommunalen Haushalte partizipieren durch die Pacht- und Gewerbesteuereinnahmen von der Windenergieerzeugung. Jedoch regt sich bei vielen Bürgern zunehmend Widerstand gegen die fortschreitende und unkoordinierte „Verspargelung“ ihrer Heimatlandschaft.

## Bildungseinrichtungen
Im Hunsrück wurden Bildungseinrichtungen angesiedelt, die eine überregionale Bedeutung aufweisen. Die Hochschule der Polizei Rheinland-Pfalz hat Gebäude und Gelände der früheren Flughafen Family Housing der United States Air Force übernommen und ist seit 1996 in der Nähe des Flugplatzes Frankfurt-Hahn beheimatet. In Idar-Oberstein ist der Fachbereich Schmuckgestaltung der Hochschule Trier sowie das Forschungsinstitut für mineralische und metallische Werkstoffe /Edelmetalle/Edelsteine und das deutsche Diamantprüflabor angesiedelt. Im Ort Neubrücke ist der Umwelt-Campus Birkenfeld auf dem Areal einer ehemaligen US-Militäreinrichtung aufgebaut worden.

## Tourismus

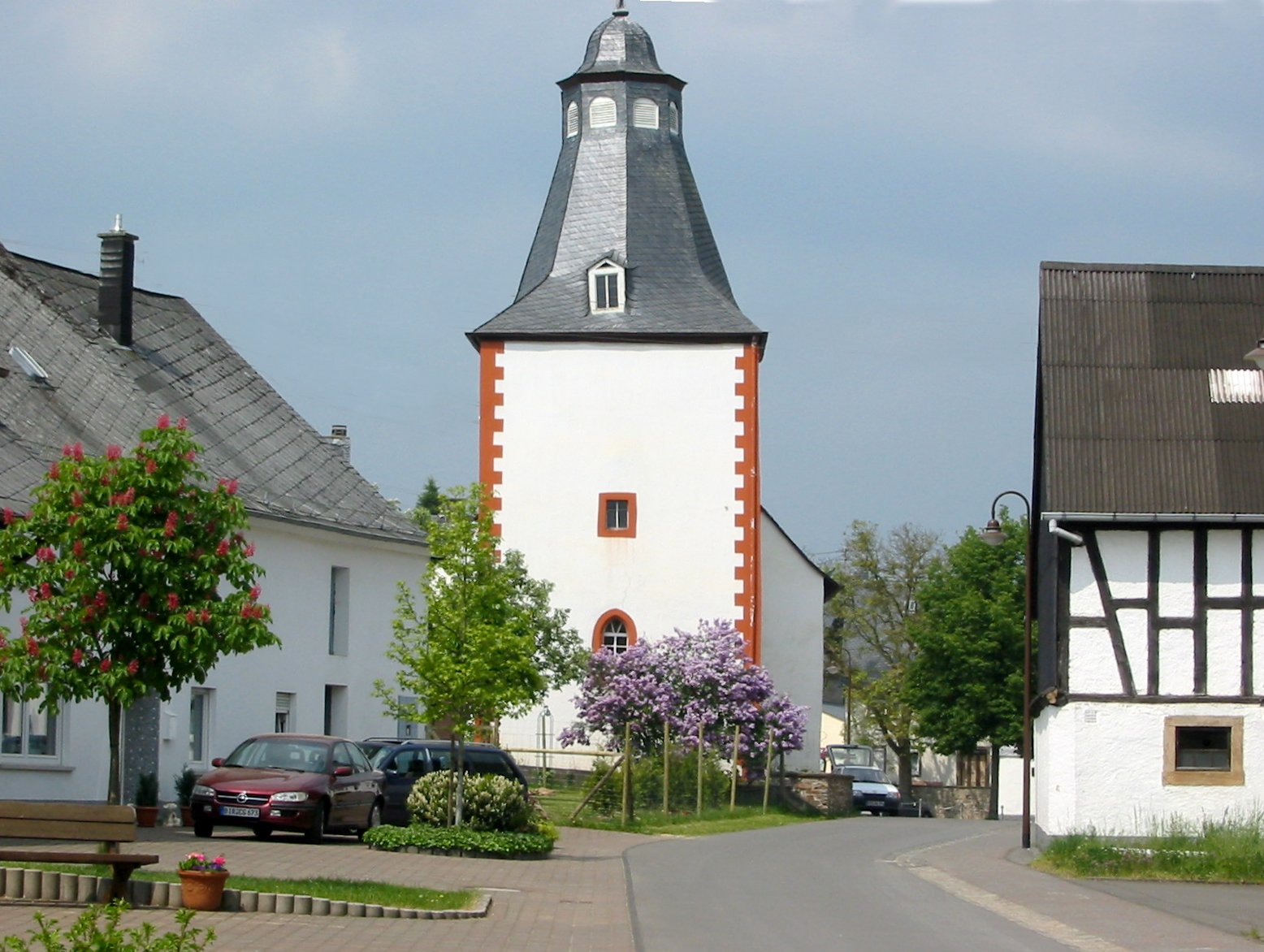
Sulzbacher Kirche mit Stumm'scher Orgel

Im Gegensatz zur angrenzenden Mittelmosel ist der Hunsrück touristisch weit weniger erschlossen und noch weitgehend unberührt.
Dennoch findet man zahlreiche Übernachtungsangebote und Speiselokale sowie Möglichkeiten der Freizeitgestaltung. Zudem sind in jüngerer Zeit Ansätze zur touristischen Vermarktung der Filme Heimat und Heimat 3 von Edgar Reitz vorhanden.

### Veranstaltungen
- Erstmals wurde 1970 der deutsche Schmuck- und Edelsteinpreis in Idar-Oberstein verliehen, der seither jährlich vergeben wird und von zahlreichen nationalen und internationalen Prominenten besucht wird.
- Seit 1976 wird die deutsche Edelsteinkönigin alle zwei Jahre in Idar-Oberstein gekrönt. Sie repräsentiert die deutsche Edelsteinindustrie.
- Das Lott-Festival ist eine Musikveranstaltung, die seit 1977 stattfindet und wegen des breit gefächerten Musikangebots auch Woodstock auf dem Hunsrück genannt wird.
- Die Nature One, das größte europäische Festival der elektronischen Tanzmusik, das seit 1995 im Hunsrück stattfindet, zieht jährlich im August mehrere zehntausend Gäste aus ganz Deutschland und Europa in seinen Bann.
- Im Jahr 1996 wurden die ersten Jazztage Idar-Oberstein abgehalten, bei der internationale Künstler kostenlos in der Idarer Fußgängerzone auftraten.
- Seit 2001 findet am letzten Augustwochenende der Hunsrück-Marathon auf dem Schinderhannes-Radweg statt.
- Seit 2002 findet die Rallye Deutschland, ein Lauf der Rallye-Weltmeisterschaft, im Naturpark Saar-Hunsrück und Umgebung statt, was jedes Jahr ca. 200.000 Zuschauer anzieht.
- Seit 2007 finden im Juni/Juli in Simmern/Hunsrück die Schinderhannes-Festspiele statt; seit 2008 im zweijährigen Turnus.[36]
- Seit 2019 finden jährlich im August die unter der Schirmherrschaft von Edgar Reitz stehenden Heimat Europa Filmfestspiele in Simmern/Hunsrück statt.

### Wanderwege
Der Ausoniusweg ist etwa 118 km lang und führt heute als Wanderweg meist über Feld- und Waldwege über den Hunsrück. Er folgt in großen Teilen der historischen Römerstraße, die das Mittelrheintal (Bingen) mit der Obermosel (Trier) verband. Seit Juni 2013 ist der Ausoniusweg auch als Hunsrücker Jakobsweg gewidmet, da er bereits im Mittelalter als Pilgerweg genutzt wurde.
Der 84 km lange Fernwanderweg Soonwaldsteig führt von Kirn an der Nahe über das Hahnenbachtal, den Lützelsoon, den Soonwald, den Binger Wald bis zum Rhein nach Bingen.
Weitere Fernwanderwege durch den Hunsrück sind der Saar-Hunsrück-Steig, der Keltenweg Nahe–Mosel, der Sirona-Weg und der Sponheimer Weg.
Um den Saar-Hunsrück-Steig wurden etliche Rundwege mit Längen zwischen 6 und 20 km als sogenannte Traumschleifen angelegt und markiert, um kleinräumige Landschaften mit besonderem Erlebniswert zu erschließen. Die Traumschleifen entsprechen den Anforderungen des Deutschen Wanderinstituts an Premiumwanderwege.

### Radwegenetz
Ein dichtes Radwegenetz durchzieht den Hunsrück. Hervorzuheben ist der Schinderhannes-Radweg zwischen Simmern und Emmelshausen auf der alten Bahntrasse der Hunsrückbahn. Hier kann auf 40 km ohne nennenswerte Steigungen geradelt werden. An diesen Radweg sind zahlreiche Nebenstrecken verschiedener Schwierigkeitsstufen angeschlossen. Auch der Hunsrück-Marathon findet auf ihm statt.
Im Mai 2011 wurde der Hunsrück-Radweg eröffnet, er führt von der Saar über den Hunsrück zum Rhein.

## Sehenswürdigkeiten und Besonderheiten
- Bärenbach (Hunsrück): Gedenkstein beim geographischen Mittelpunkt von Rheinland-Pfalz
- Baybachtal und die Burg Waldeck
- Bell: Tier-Erlebnispark Bell, im Park leben etwa 160 Tiere aus rund 30 Arten
- Birkenfeld: Museum des Vereins für Heimatkunde; Burg Birkenfeld war die Residenz der Wittelsbacher Linie Pfalz-Birkenfeld; Residenzschloss des Großherzogs von Oldenburg
- Bundenbach: Dachschiefergrube Herrenberg, Keltensiedlung
- Dickenschied: Wirkungsstätte und Grab des Märtyrers Paul Schneider
- Dill: Ruine einer der sponheimischen Stammburgen; Kirche mit Deckengemälden von Johann Georg Engisch
- Emmelshausen: Ehrbachklamm, Baybachtal, Hunsrückbahn
- Erbeskopf (zu Hilscheid): Museum „Hunsrückhaus“, höchste Erhebung des Hunsrücks
- Feilbingert: Schaubergwerk „Schmittenstollen“
- Fischbach (Nahe): Historisches Kupferbergwerk (Besucherbergwerk)
- Gemünden: Schloss Gemünden, Burg Koppenstein
- Hattgenstein: Aussichtsturm
- Hermeskeil: Evangelische Kirche, Dampflokmuseum, Feuerwehrmuseum und Flugzeugausstellung
- Herrstein: historischer Ortskern
- Hinzert: Gedenkstätte für die Opfer des Nationalsozialismus im SS-Sonderlager Hinzert
- Hochstetten-Dhaun: Schloss Dhaun, Ritterburg aus dem Mittelalter
- Hottenbach: Evangelische Kirche, Jugendstilkirche mit romanischem Turm und romanischen Fresken
- Idar-Oberstein: Deutsches Edelsteinmuseum, Felsenkirche, Edelsteinminen Steinkaulenberg, u. v. a.
- Kastellaun: Burgruine, ehemalige US-Atomraketenstation Pydna
- Kempfeld: Wildenburg und Wildfreigehege am Wildenburger Kopf
- Kirchberg: Marktplatz, Michelsmarkt (Donnerstag nach St. Michael)
- Kleinich: Evangelische Kirche mit historischer Stummorgel
- Krummenau: Zufluchtsort des bekannten Schinderhannes
- Leisel: Kirche Heiligenbösch mit römischem Bad
- Morbach: Telefonmuseum, M.-Hinzerath: Burg Baldenau, M.-Wederath: Archäologiepark Belginum, M.-Weiperath: Holzmuseum und M.-Hunolstein: Burg Hunolstein
- Mörsdorf: Hängeseilbrücke Geierlay
- Nationalpark Hunsrück-Hochwald
- Neuerkirch: Kulturhistorisches Museum, bäuerliche Arbeitsgeräte und Maschinen, alte handwerkliche Berufe, deren Erzeugnisse und die dörfliche Wohnkultur vergangener Zeiten
- Otzenhausen: Hunnenring, eine keltische Befestigungsanlage
- Pfalzfeld: „Flammensäule“
- Ravengiersburg: „Hunsrück-Dom“ aus dem 12./13. Jahrhundert
- Rhaunen: ev. Kirche mit ältester erhaltener Stumm-Orgel v. 1723, Ortsbild mit historischen Gebäuden aus verschiedenen Stilepochen
- Rheinböllen: Tierpark Rheinböllen, der Park beherbergt ca. 35 Tierarten – vor allem heimische Wildtierarten und bedrohte Haustierrassen
- Sargenroth: die Nunkirche mit Fresko im Turm, Nunkircher Markt (Anfang September)
- Schneppenbach: Schmidtburg, ausladende Burgruine oberhalb des Hahnenbachs
- Schwollen: Sauerbrunnen
- Seesbach: Tor zum Soonwald, Semendiskapelle, Felsformation mitten im Ort aus der letzten Eiszeit, kath. Pfarrkirche, in der Nähe: Schinderhanneshöhle (Pferdsfeld)
- Siesbach: Römergrab
- Simmern: Schinderhannesturm, Heimatmuseum im Schloss Simmern, Hunsrück-Museum Simmern
- Sohren: Kriegerdenkmal
- Spabrücken: Kath. Kirche mit „Schwarzer Mutter Gottes vom Soon“, aktives Kloster, „Gräfenbacher Hütte“ mit Überresten eines freistehenden Hochofens für Soonwald-Erz
- Stipshausen: Kirche „Hunsrück-Barock“ und Stumm-Orgel
- Stromberg: Stromburg, Heimat des deutschen Michel
- Sulzbach: Heimat der Orgelbauerfamilie Stumm mit großer Stummorgel, letztes Werk des Johann Michael Stumm
- Thalfang: Evangelische Kirche, gotische Pseudobasilika mit historischer Stummorgel
- Trollbachtal: Felsenlandschaft zwischen Rümmelsheim-Burg-Layen und Münster-Sarmsheim entlang des Trollbachs
- Woppenroth: das Dorf, das einer der Hauptdrehorte der Filme Heimat und Heimat 3 von Edgar Reitz war; von Woppenroth erreicht man das Hahnenbachtal und die Hellkirch
- Züsch: Evangelische Kirche, gebaut als Allerhöchstes Gnadengeschenk des Kaisers; Züscher Hammer, ehemaliger mit Wasserkraft betriebener Schmiedehammer

## Verkehrsanbindung
Flugzeug
Der Flughafen Frankfurt-Hahn ist ein internationaler Flughafen mit 24-Stunden-Betrieb.
Bahn
Bahnhöfe gibt es z. B. in Koblenz, Boppard, Emmelshausen, Oberwesel, Bingen.
- Hunsrückbahn: Boppard–Emmelshausen 15 km.
- Nahetalbahn: Mainz–Saarbrücken (über Bad Kreuznach und Idar-Oberstein).
- Die an der Moselstrecke Koblenz–Trier liegenden Bahnhöfe von Bullay, Cochem, Treis-Karden und Wittlich werden vom Hunsrück aus genutzt.
- In der aktuellen politischen Diskussion steht eine Reaktivierung der Hunsrückquerbahn von Langenlonsheim über Stromberg und Rheinböllen nach Simmern zum Flughafen Hahn. Alternativ ist eine Neubaustrecke zwischen Bingen und dem Flughafen Hahn in der Vorplanung.

Bus
- Koblenz–Simmern über Emmelshausen und Kastellaun
- Bingen Hbf.–Flughafen Hahn über Rheinböllen, Simmern und Kirchberg
- Vom Flughafen Frankfurt-Hahn fahren Busse im Linienverkehr nach: Kastellaun–Köln, Koblenz, Ludwigshafen, Mainz, Mannheim, Frankfurt, Saarbrücken, Metz, Idar-Oberstein, Trier, Kirn, Heidelberg, Simmern, Bullay, Würzburg, Darmstadt, Bingen und Luxemburg.

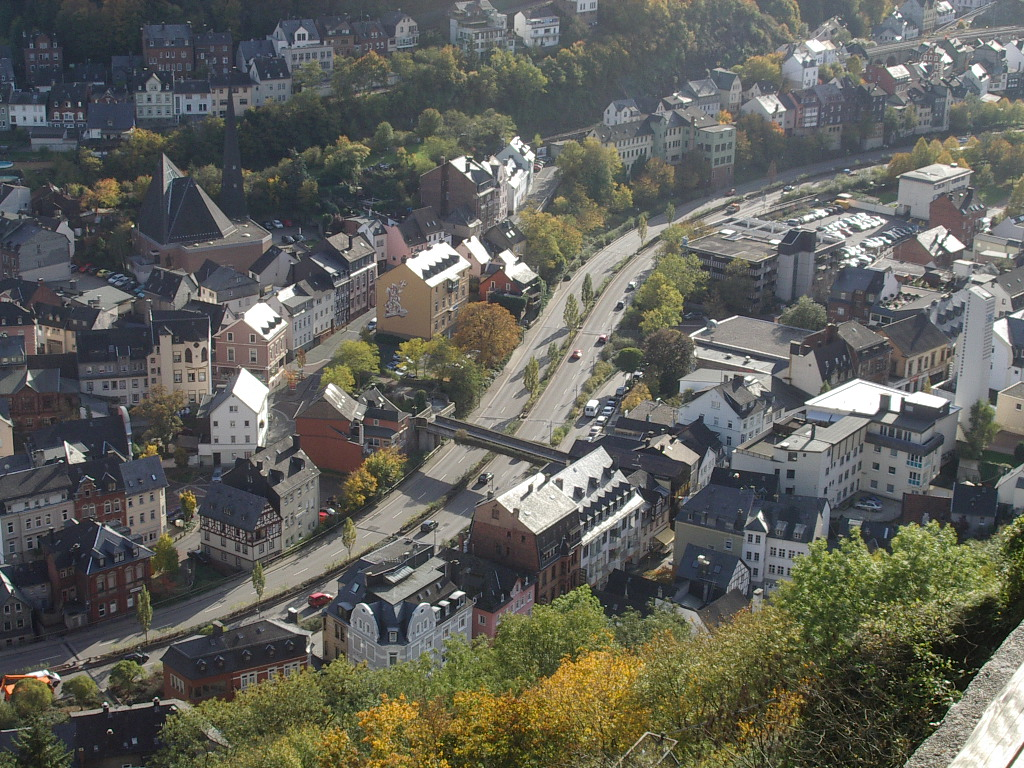
B 41 mit vier Spuren in Idar-Oberstein

Auto
- A 1: Heiligenhafen–Trier–Saarbrücken: Ausfahrten Reinsfeld, Hermeskeil und Dreieck Nonnweiler.
- A 61: Venlo–Köln–Ludwigshafen–Autobahndreieck Hockenheim: Ausfahrten Boppard, Emmelshausen, Pfalzfeld, Laudert, Rheinböllen.
- A 62: Dreieck Nonnweiler–Pirmasens: Ausfahrten Otzenhausen, Türkismühle und Birkenfeld.
- Bundesstraße 41: Saarbrücken–Idar-Oberstein–Kirn–Bad Sobernheim–Bad Kreuznach.
- Bundesstraße 50: (Gau-Bickelheim–)Rheinböllen–Bernkastel-Kues(–Vianden) über Simmern und Flughafen Hahn.
- Bundesstraße 52: Reinsfeld–Hermeskeil
- Bundesstraße 268: Trier–Zerf–Wadern–Saarbrücken
- Bundesstraße 269: Traben-Trarbach–Morbach–Birkenfeld
- Die Hunsrückhöhenstraße (Koblenz–Saarburg) folgt meistens der B 327 und der B 407 und verläuft in ostwestlicher Richtung.
- Bundesstraße 421: Zell (Mosel)–Kirchberg–Simmertal/Nahe
- Bundesstraße 422: Allenbach–Idar-Oberstein